# Winterstein (Sächsische Schweiz)
Der Winterstein, auch als Hinteres Raubschloss oder als Raubstein bezeichnet, ist ein einzeln stehendes, langgestrecktes Felsmassiv in der Hinteren Sächsischen Schweiz im Freistaat Sachsen. Auf dem 389 Meter hohen Gipfel befand sich einst die mittelalterliche Felsenburg Winterstein, von der noch Reste wie Balkenfalze, ausgehauene Treppenstufen und die Zisterne erkennbar sind. Erstmals erwähnt wurde die wahrscheinlich im 13. Jahrhundert errichtete Burg im Jahr 1379 als böhmischer Pfandbesitz. Sie ging 1404 in sächsischen Besitz über, war aber bereits um 1450 verfallen. Das Felsmassiv des Wintersteins ist ein beliebtes Ziel für Wanderungen, das Gipfelplateau kann über Stiegen und Leitern erreicht werden.

## Lage und Geologie
Der freistehende und seine Umgebung um etwa 90 bis 100 Meter überragende, etwa 120 × 50 Meter große Winterstein befindet sich in der nahezu siedlungsleeren und dicht bewaldeten Hinteren Sächsischen Schweiz oberhalb des Großen Zschandes in der Gemarkung Ostrau. Den etwa 30 Meter höheren Bärfangwänden südlich des Wintersteins ist der Fels als verbliebener Sandsteinhärtling etwa 150 Meter vorgelagert. Er liegt innerhalb des Nationalparks Sächsische Schweiz, knapp außerhalb der Kernzone des östlichen Nationalparkbereichs. Wenige Kilometer östlich liegt im Großen Zschand das Zeughaus. Westlich des Wintersteins erstreckt sich der Kleine Zschand, überragt vom Großen und Kleinen Winterberg. Zum Felskomplex des Wintersteins gehört der südlich vorgelagerte und nur durch eine schmale Kluft getrennte Klettergipfel Wintersteinwächter.

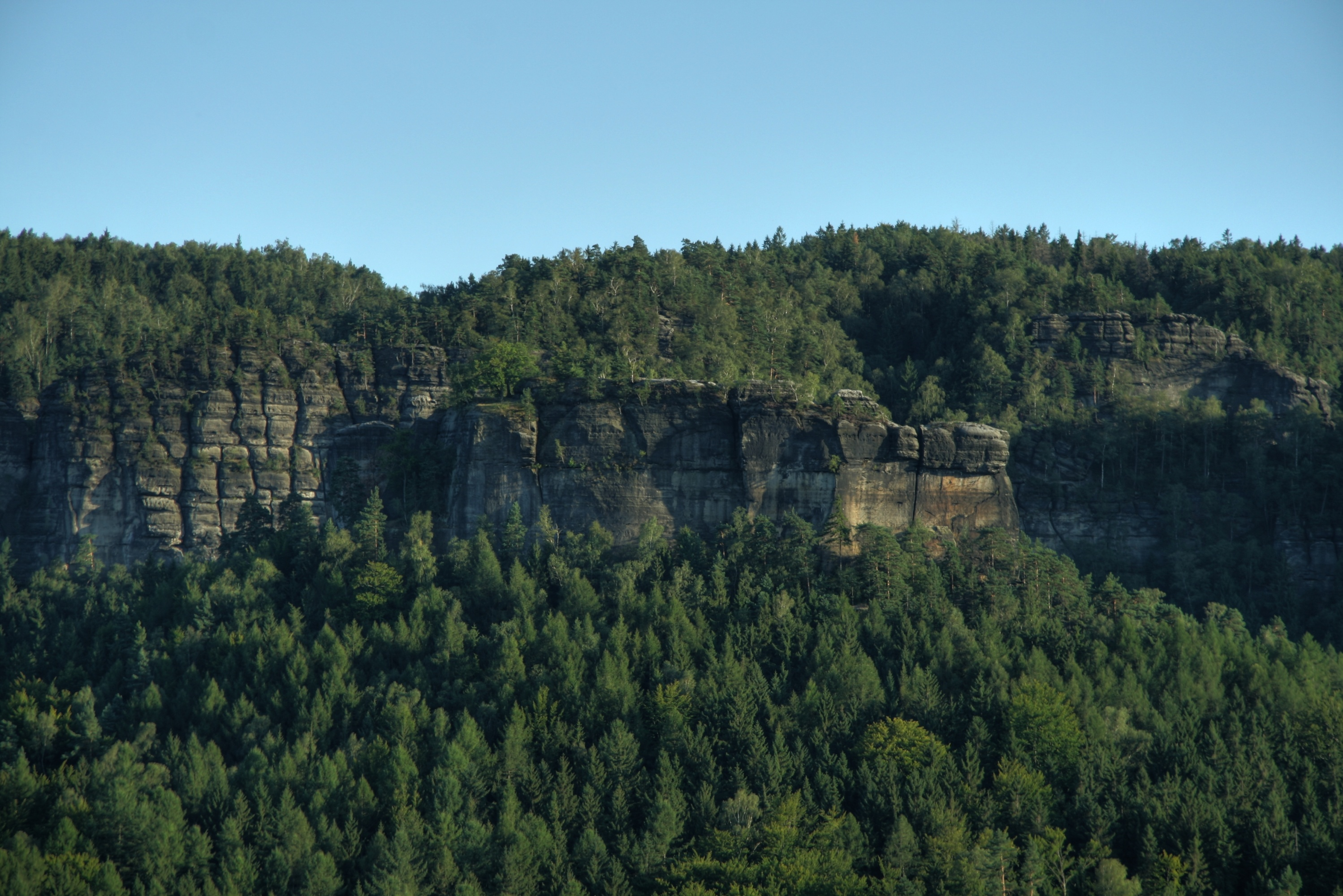
Winterstein von Norden, vor dem Hintergrund der Bärfangwände

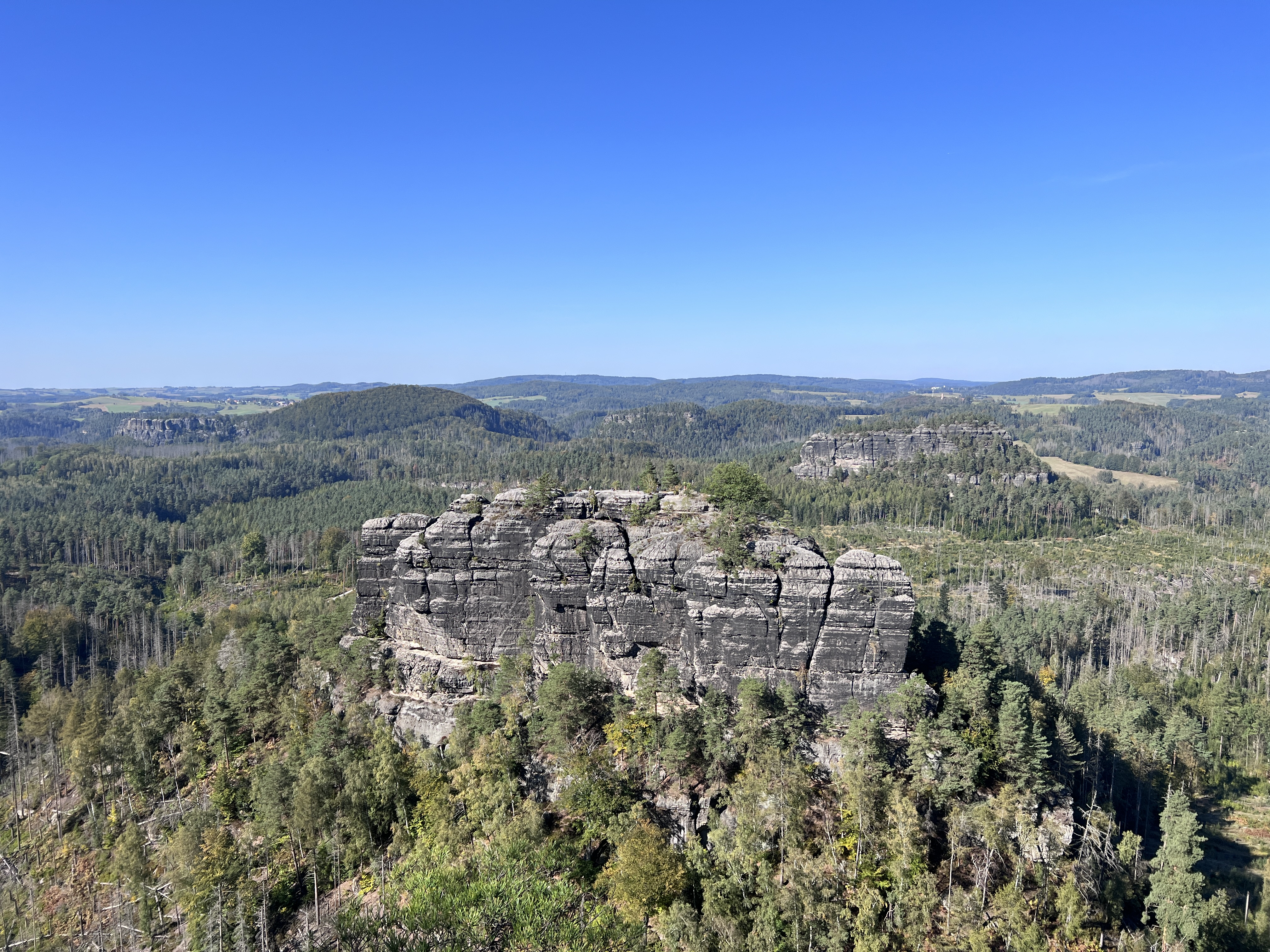
Winterstein von Süden, Blick von den Bärfangwänden

Wie das gesamte Elbsandsteingebirge entstand der Winterstein aus Ablagerungen eines kreidezeitlichen Meeres, das im Turonium und Coniacium bis zu 400 Meter mächtige klastische Sedimente ablagerte. Der Winterstein gehört wie die benachbarten Bärfangwände nach der ursprünglichen petrographisch-morphologischen Gliederung von Friedrich Lamprecht zu den beiden Horizonten der Sandsteinstufen c3 und d des Elbsandsteingebirges. Während der Horizont c3 noch zu der sogenannten Postelwitz-Formation zählt und eher hangbildend ist, bildet der wandbildende Horizont d den mit 50 bis 80 Metern mächtigsten Teil der Schrammstein-Formation. Am Winterstein erreichen die senkrechten Felswände aus beiden Horizonten eine Höhe von bis zu 40 Metern, durch den untenliegenden hangbildenden Horizont c3 ragt der gesamte Felsstock gut 100 Meter über die Waldgebiete nördlich davon auf. Zwischen den beiden Horizonten bildet der an vielen Stellen des Elbsandsteingebirges deutlich in Form von Felsterrassen und Überhängen sichtbare, sogenannte Untere Höhlenhorizont am Winterstein eine teilweise mehrere Meter breite Felsterrasse auf der Süd- und Ostseite des Felsens. Auf der Nord- und Westseite ist diese Trennschicht nur als dünnes, nicht begehbares Band erkennbar. Der untere Horizont c3 ist als schmales Felsband um den gesamten Winterstein gegen die im Hangenden folgenden Schichten abgegrenzt.

## Zugang zum Winterstein
Der Winterstein ist aus verschiedenen Richtungen gut zu Fuß erreichbar. Vom Kirnitzschtal herauf durch den Kleinen Zschand führt ein Wanderweg am Fuß des Felsmassivs vorbei, der auch über die untere Affensteinpromenade erreicht werden kann. Ein weiterer Ausgangspunkt für den Besuch des Wintersteins ist die Neumannmühle im Kirnitzschtal. Von dort führt der Weg durch den Großen Zschand und dann steil durch die Raubsteinschlüchte hinauf zur Scharte zwischen den Bärfangwänden und dem Winterstein. Von Schmilka verläuft der Weg über den Großen Winterberg zum Winterstein.

Ein Abzweig führt von der Scharte über Treppen und Leitern auf die breite Felsenterrasse an der Südseite des Felsmassivs zur großen Klufthöhle an der Trennschicht der Sandsteinstufen. Von dort erreichen trittsichere und schwindelfreie Wanderer das Gipfelplateau des Wintersteins über eine freistehende, etwa zehn Meter hohe Leiter in der Höhle und mit Stufen ausgebaute schmale Felsspalten. Am Sockel kann der Winterstein auf schmalen Felsbändern umrundet werden, dort befinden sich verschiedene Felshöhlen und Überhänge, die von Bergsteigern als Boofen zur Übernachtung genutzt werden dürfen. Auf dem Gipfel existiert kein Geländer.

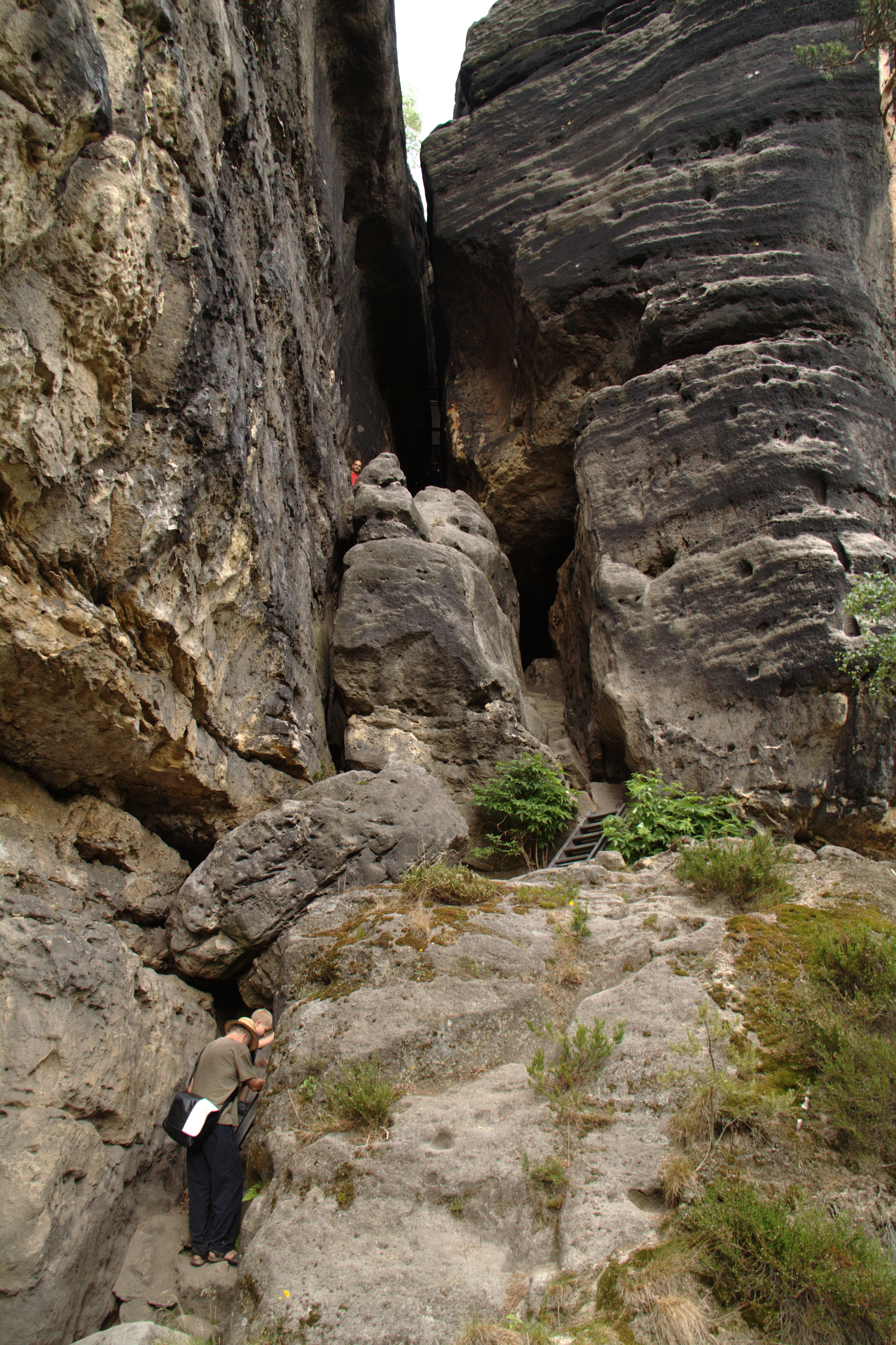
Aufstieg zur Klufthöhle
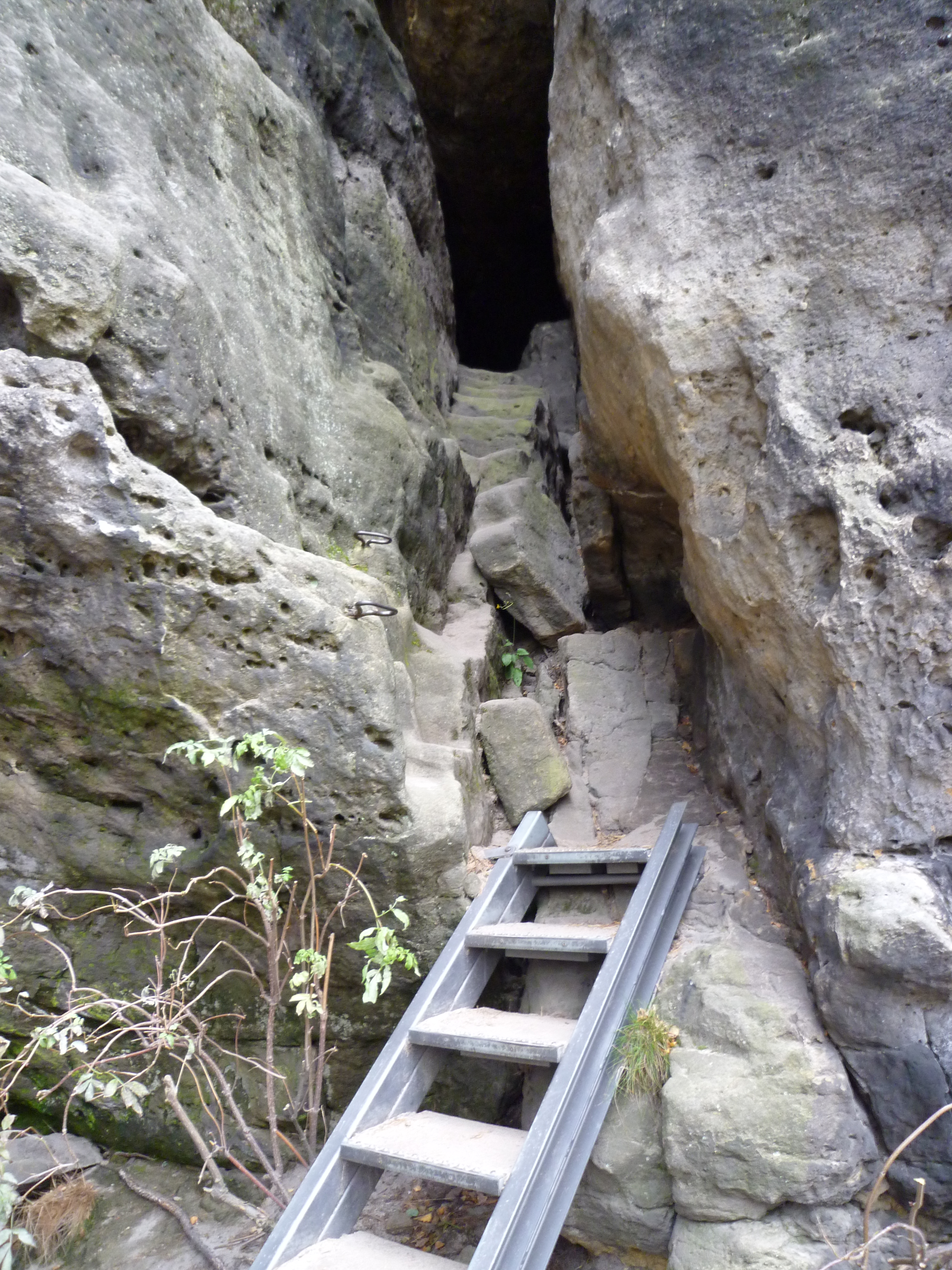
Zustieg zur Klufthöhle, im Hintergrund die originale Stufenreihe
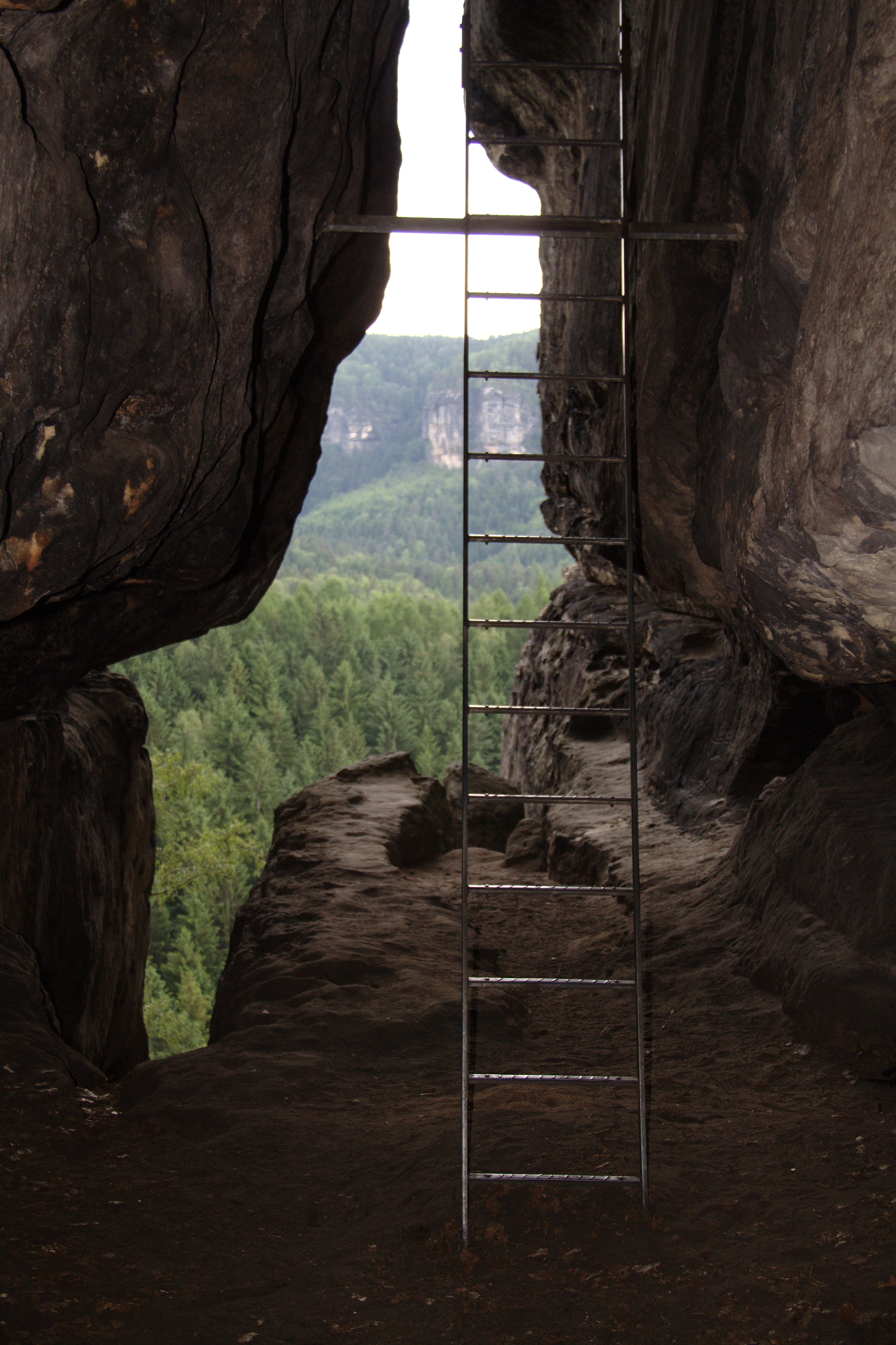
Aufstieg zum Gipfelplateau in der Klufthöhle des Wintersteins
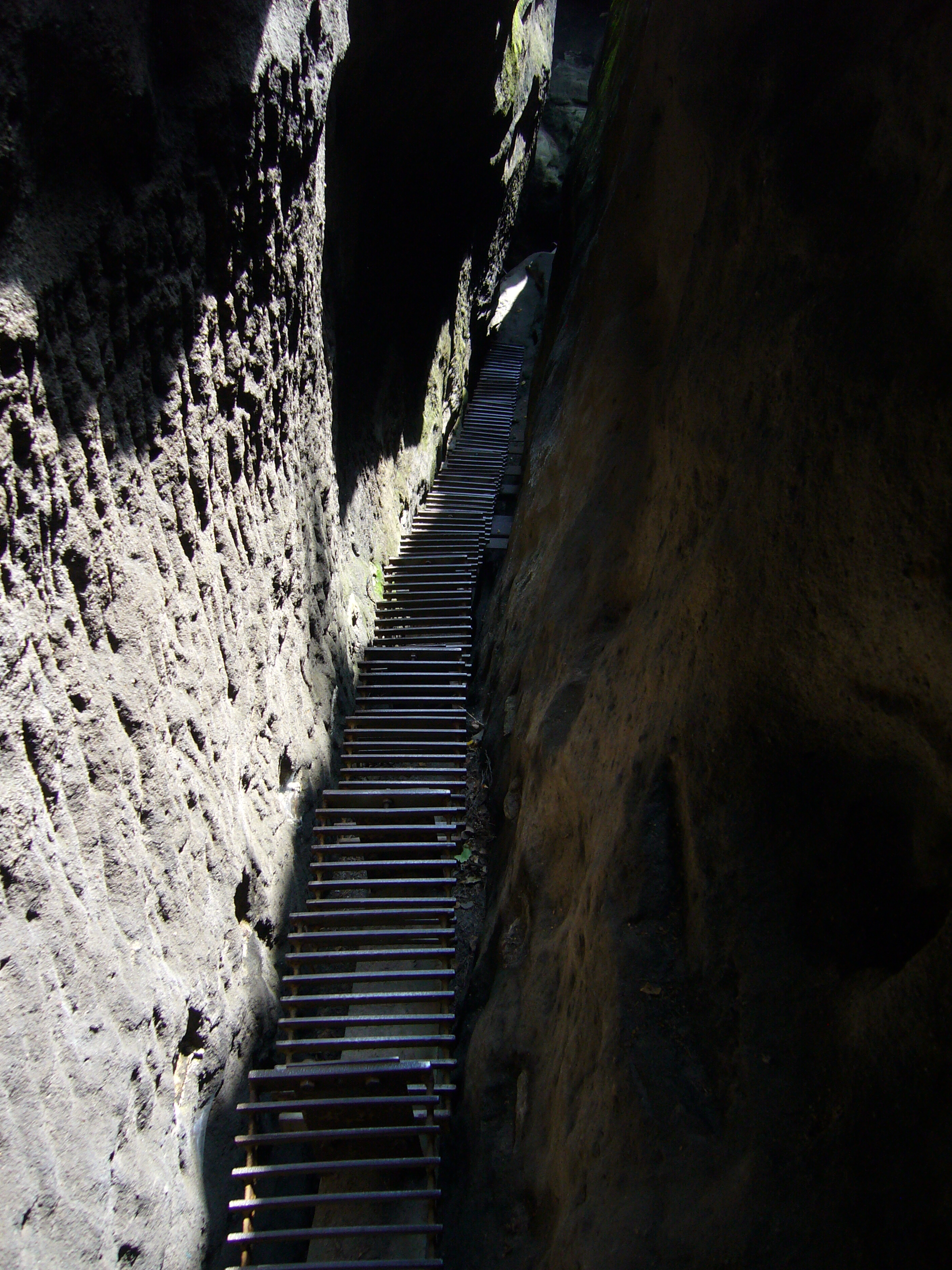
Aufstieg zum Gipfelplateau des Wintersteins

## Aussicht
Vom Winterstein ermöglicht sich eine umfangreiche Aussicht auf die umliegenden Felsen.

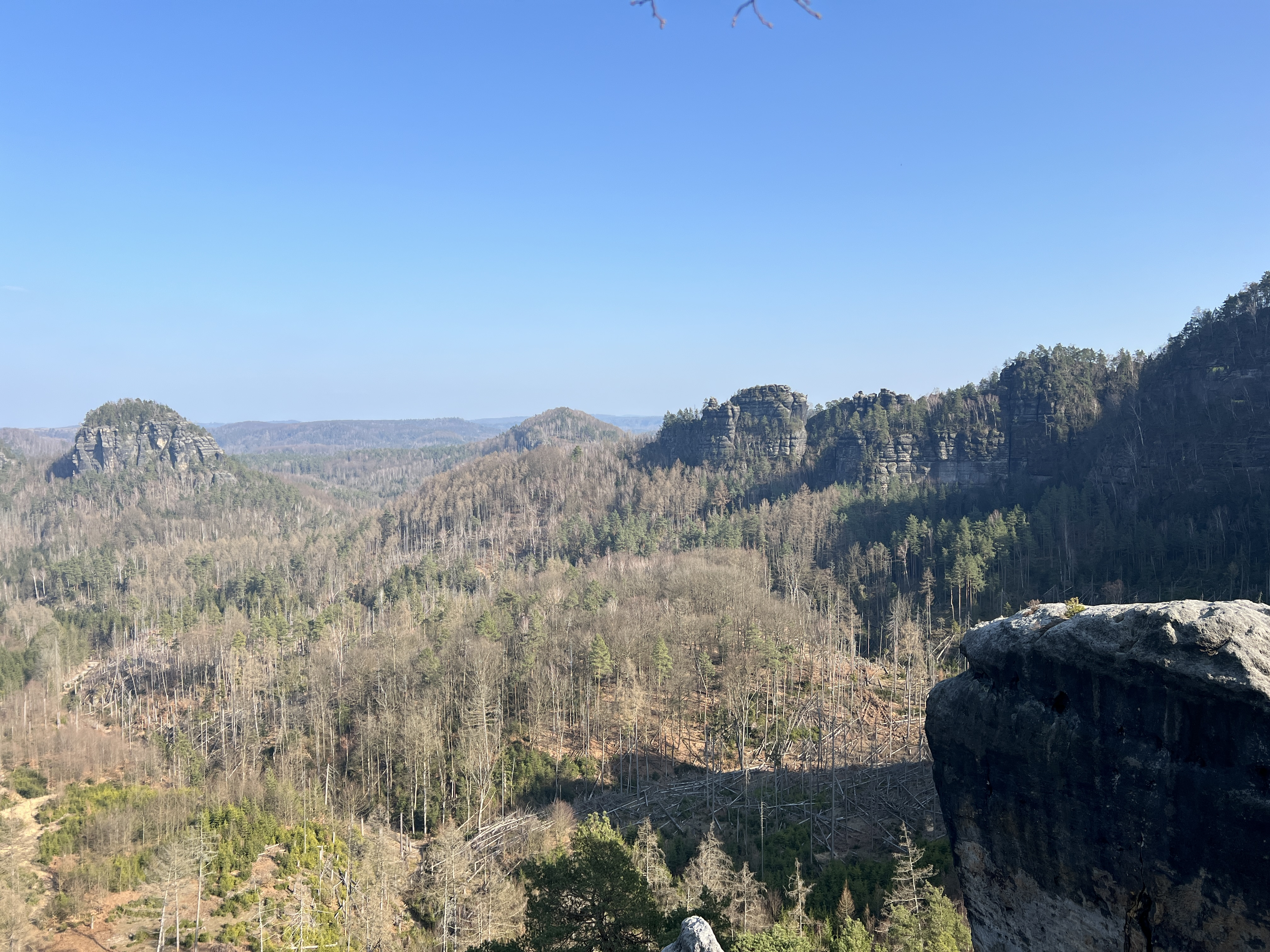
Aussicht nach Osten auf das Böse Horn und über den Großen Zschand auf den Großen Teichstein
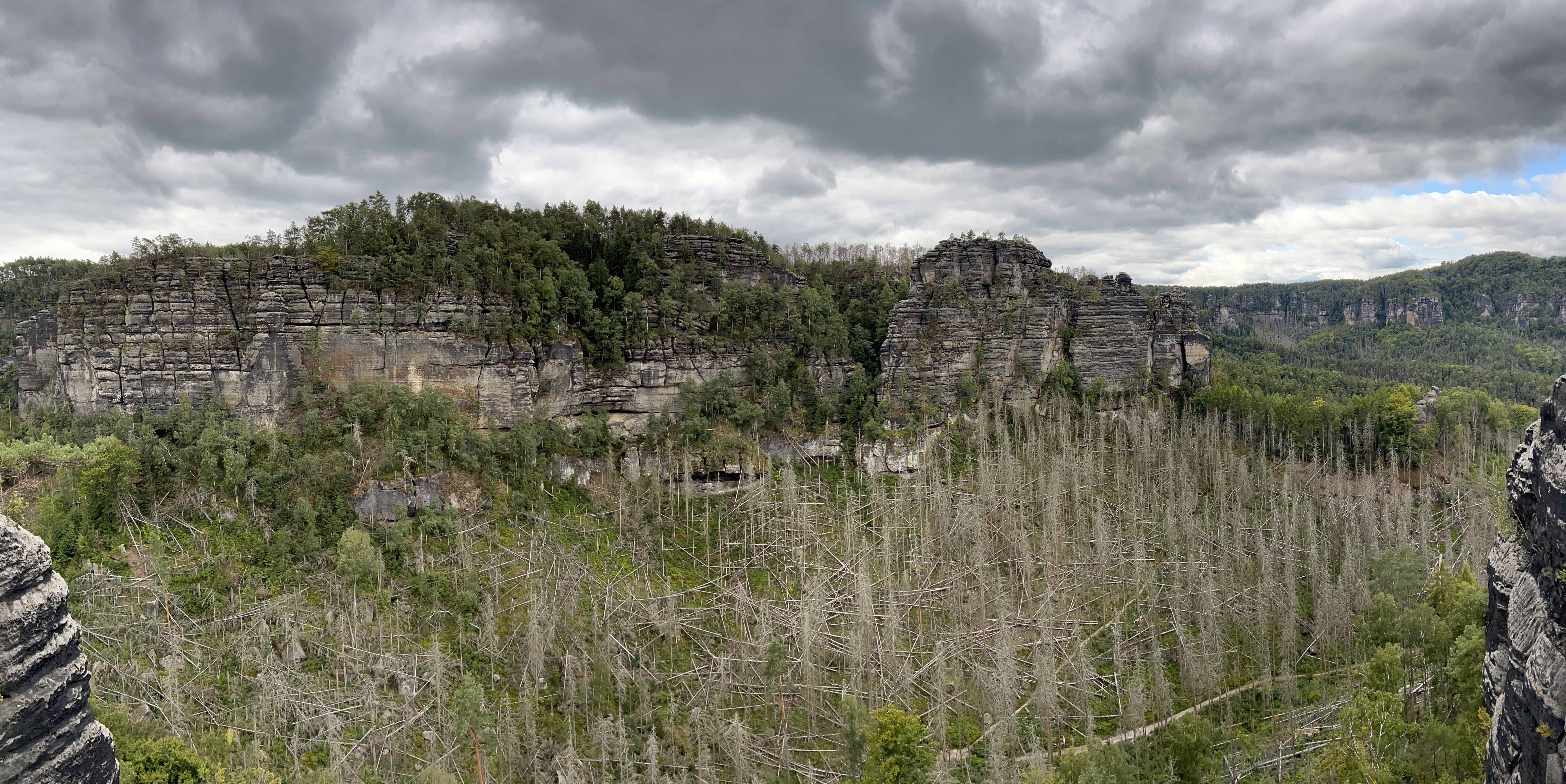
Aussicht nach Süden über die Raubsteinschlüchte auf die Bärfangwände
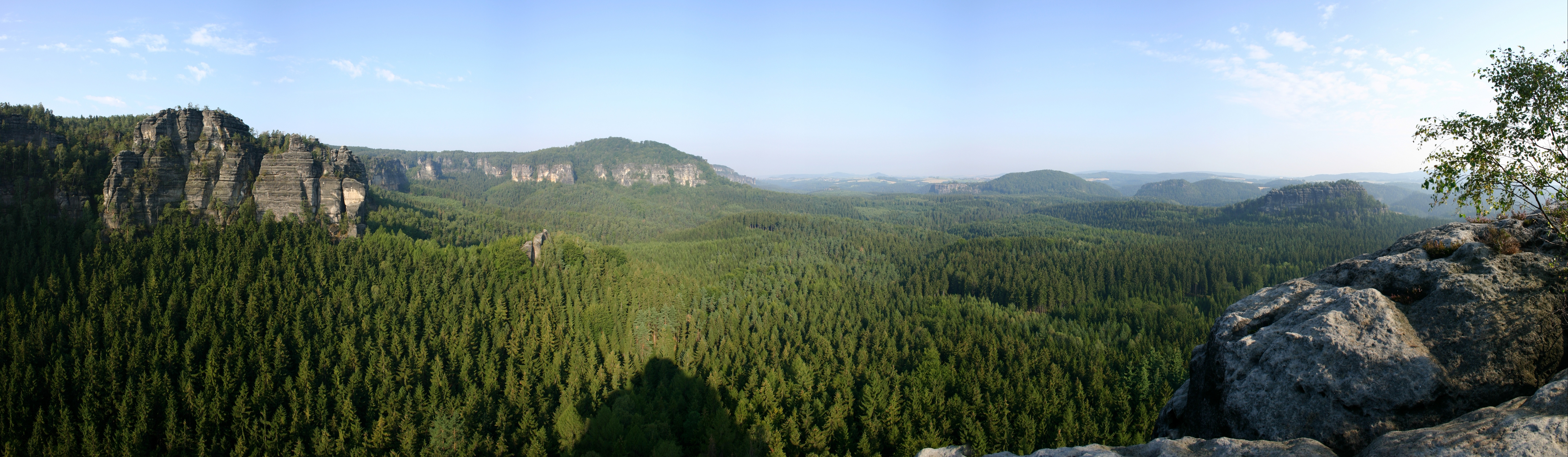
Aussicht nach Westen über den Kleinen Zschand auf den Kleinen Winterberg
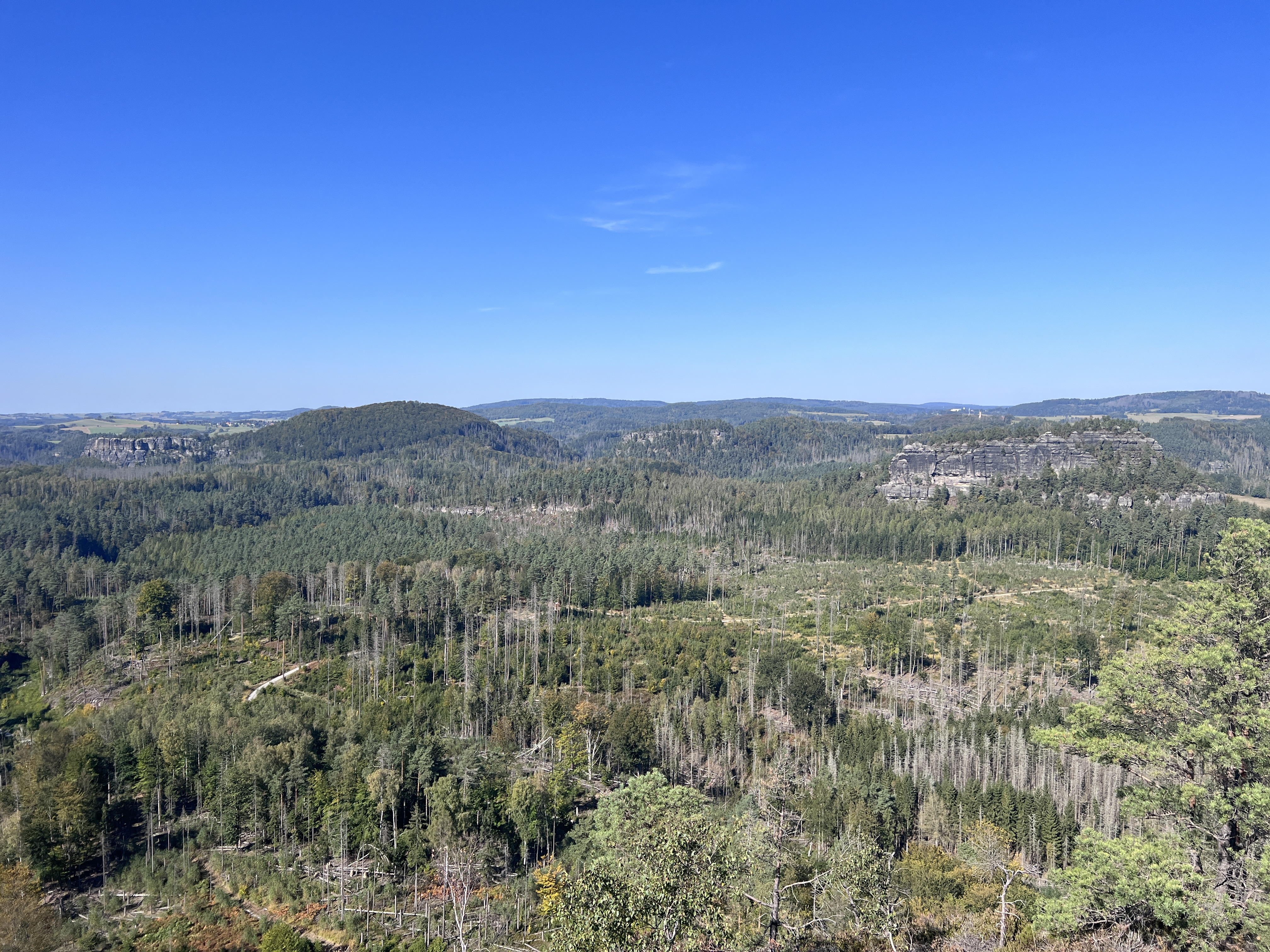
Aussicht nach Norden zum Neuen Wildenstein und Hausberg (links) und den Lorenzsteinen (rechts). Dahinter liegt das Kirnitzschtal.

## Geschichte

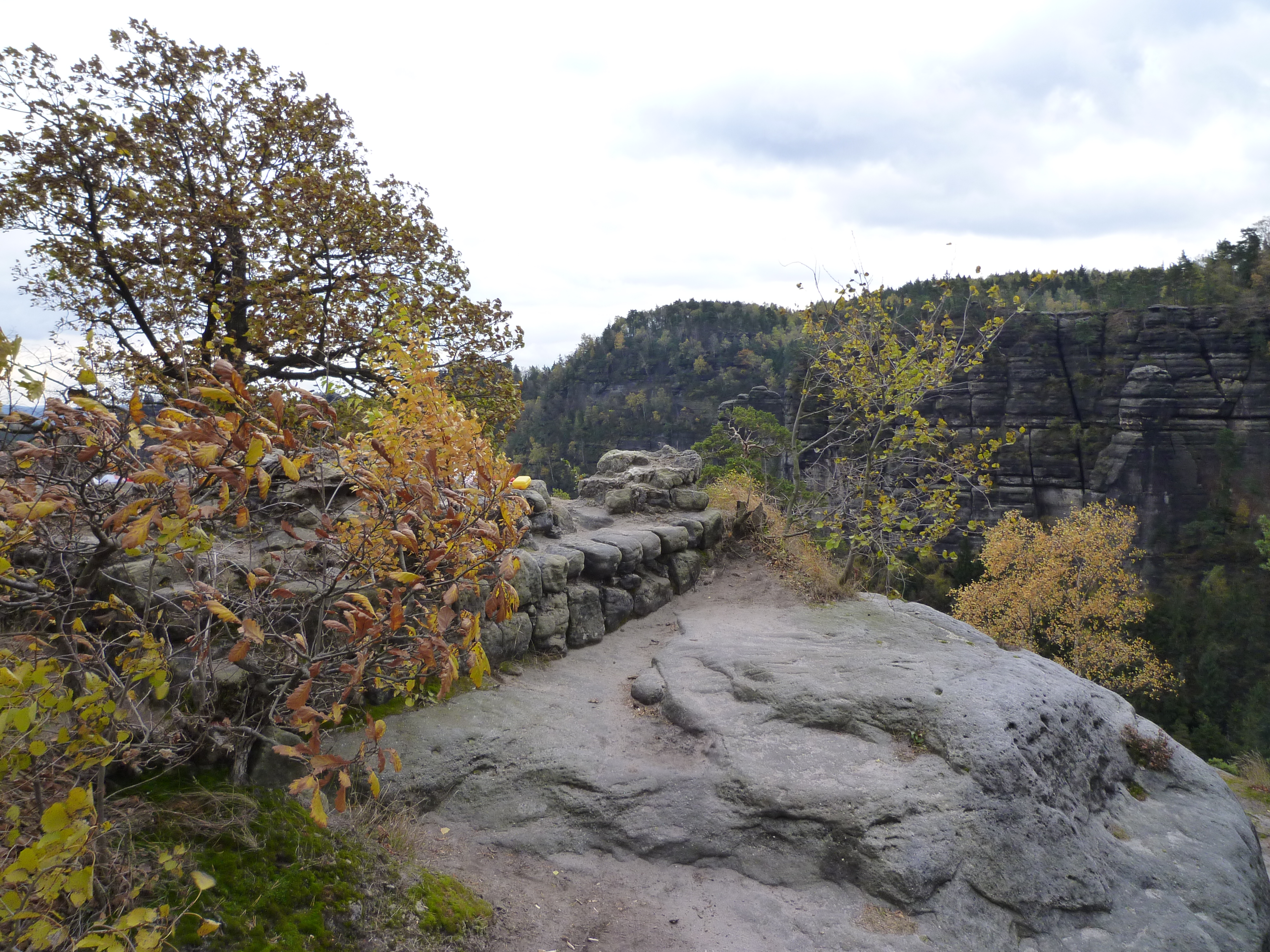
Fundamentreste der Felsenburg auf dem Winterstein, rechts im Hintergrund die Bärfangwände

Die Burganlage auf dem Winterstein gilt als die größte und älteste Anlage dieser Art der Hinteren Sächsischen Schweiz. Allerdings liegen nur wenige schriftliche Quellen zu ihrer Entstehung und Geschichte vor. Beides ist daher immer wieder Gegenstand historischer Kontroversen.

### Entstehung der Burg

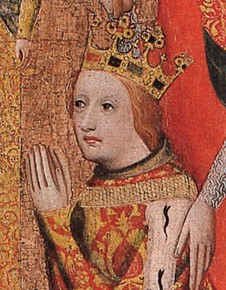
König Wenzel IV.

Errichtet wurde die Burg wie auch weitere Felsenburgen im Elbsandsteingebirge vermutlich durch das böhmische Adelsgeschlecht der Berken von der Duba im Zuge des Ausbaus ihrer Herrschaft im 13. Jahrhundert, in dessen Mitte früheste Keramikfunde datieren. Die Annahme, dass die Berken mit der Burg eine Handelsstraße durch ihr Gebiet von Schandau bzw. Postelwitz nach Zittau schützten, wird in der neueren Literatur bestritten, die Existenz dieser Straße wird sogar in Frage gestellt. Anstelle der Berken kommen als Bauherren aufgrund von Vergleichen mit der Felsenburg Neurathen auch das böhmische Adelsgeschlecht der Markwartitze in Frage. Die These, dass der Winterstein wie andere Felsenburgen der Sächsischen Schweiz für den Rückzug des böhmischen Königs Wenzel I. nach der Niederlage des schlesischen Herzogs Heinrich II. in der Schlacht bei Liegnitz am 7. April 1241 systematisch ausgebaut wurde, ist nicht plausibel. Allerdings fürchtete König Wenzel nach der Schlacht bei Liegnitz mongolische Einfälle in Mähren und der Oberlausitz und suchte nach Verbündeten. Deshalb war er nun bereit, am 7. Mai 1741 auf dem Königstein im Beisein des Meißner Bischofs Konrad die Oberlausitzer Grenzurkunde, die seit 1228 zur Ratifikation bereitlag, zu ratifizieren. Der Winterstein wird in der Urkunde jedoch nicht erwähnt.
Erstmals urkundlich erwähnt wurde der Winterstein im Jahre 1379, als der böhmische König Wenzel IV. ihn als Zubehör des Burgbezirkes Pirna, jedoch als selbständigen Pfandbesitz, seinem Kämmerer Thimo von Colditz, Besitzer der Herrschaft Graupen, verpfändete. Der Winterstein ist damit die am frühesten erwähnte Felsenburg der Hinteren Sächsischen Schweiz. Die Pfandschaft wurde 1381 bestätigt, 1391 löste sie Wenzel IV. wieder ein. Immer noch zu Pirna gehörend, erfolgte 1396 eine neuerliche Verpfändung des Wintersteins an König Wenzels Kammermeister Burkhard Strnad von Janowitz. Der König forderte 1397 die Bewohner der verpfändeten Gebietsteile auf, die Steuern an Strnad abzuführen. Daraus folgt, dass zum Winterstein Dörfer gehörten, die Einnahmen brachten. Es fehlen genauere schriftliche Angaben, um welche Gemeinwesen es sich handelte, anzunehmen sind umliegende Städte und Dörfer wie Bad Schandau, Altendorf und Lichtenhain, eventuell noch Saupsdorf und Hinterhermsdorf.

### Unklare Besitzverhältnisse der Burg

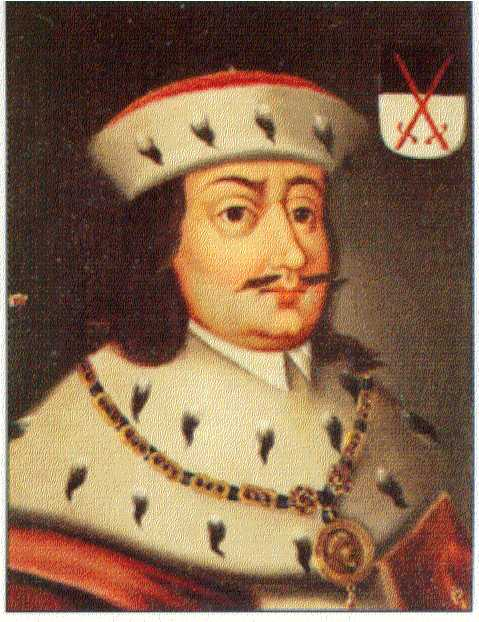
Friedrich der Sanftmütige

Zu weiteren Besitzerwechseln gibt es teilweise nur Vermutungen. Burkhard Strnad von Janowitz wurde bereits 1397 im Auftrag Herzog Johanns II. von Troppau-Ratibor ermordet. Danach scheint Johann von Wartenberg, der Herr von Blankenstein bei Tetschen, Inhaber der Pfandschaft gewesen zu sein. Der Winterstein ging 1404 zusammen mit der bis dahin zur böhmischen Krone gehörenden Pflege Pirna an den meißnischen Markgrafen Wilhelm I. Dieser Besitzerwechsel steht in Zusammenhang mit der Dohnaischen Fehde, in der der Markgraf bestrebt war, das gesamte Gebiet der heutigen Sächsischen Schweiz in seinen Besitz zu bringen. In den markgräflichen Rechnungsbüchern und den Dresdner Kämmereirechnungen ist vermerkt, dass zwischen 1406 und 1408 auf dem Winterstein eine markgräflich-meißnische Besatzung unter dem Hauptmann von Techerwitz lag. Angegeben wurden aber keine Einnahmen, sondern nur Ausgaben.
Unsicher ist der weitere Besitz des Wintersteins. Georg Pilk und mit ihm die meisten Forscher nehmen an, dass der Winterstein um 1440 erneut in böhmischen Besitz überging. In den Quellen ist ab 1441 ein „Recke zcum Wintersteine“ erwähnt, der sich auf Seiten der Wartenberger an der „Wartenberger Fehde“ beteiligte. Im selben Jahr forderte Kurfürst Friedrich der Sanftmütige von den Berken von der Duba als Herren der Herrschaften Wildenstein und Hohnstein sowie von Johann von Wartenberg auf Blankenstein, dem Recken und weiteren namentlich genannten böhmischen Burgrittern keine Unterstützung mehr zu leisten, sondern vielmehr ihm, dem Kurfürsten, und dem Bischof von Meißen bei deren Bekämpfung zu helfen. Aufgrund der Zusage der Berken und der Wartenberger scheint dem Recken von Winterstein noch im selben Jahr seine Burg abgenommen worden zu sein. Sie kam danach in den Besitz Johanns von Wartenberg, der sie am 24. Juli 1441 an „Land und Städte“ der Oberlausitz verkaufte.
Die Zuordnung des Recken von Winterstein und des anschließenden Verkaufs seiner Burg an die Oberlausitzer zur Felsenburg auf dem heutigen Winterstein in der Sächsischen Schweiz ist jedoch umstritten, zumal die Existenz einer Handelsstraße – eine wesentliche Voraussetzung für das Raubrittertum –  in der Nähe des Wintersteins ebenfalls bezweifelt wird. Eine Handelsstraße vom urkundlich nachgewiesenen Ausschiffungsplatz in Postelwitz am Fuße von Falkenstein und Affensteinen vorbei und dann nördlich am Winterstein vorbei zum Großen Zschand und weiter nach Sebnitz ist urkundlich nicht fassbar und wird lediglich in Werken von Heimatforschern des 19. Jahrhunderts benannt. Spätere Forscher hegten bereits um 1950 größere Zweifel an der Existenz der Straße. Die Bedeutung des Postelwitzer Umschlagsplatzes war zudem, soweit urkundlich greifbar, gegenüber dem Schandauer Elbhafen nur nachrangig. Der von Sebnitz über den Großen Zschand und südlich des Großen Winterbergs zur Elbe bei Herrnskretschen führende „Reitsteig“ ist wiederum erst um 1450, also nach Ende der Nutzung des Wintersteins, nachweisbar.
Bereits im 19. Jahrhundert vermuteten einzelne Forscher, dass es sich bei der Burg des Recken von Winterstein um eine Burg Winterstein in der Umgebung von Lückendorf im Zittauer Gebirge handelte, die gemeinsam mit der Jahrhunderte später Karlsfried genannten Burg Neuhaus erworben wurde. Möglicherweise bildete sie zusammen mit Neuhaus eine Doppelburg, wofür allerdings keine archäologischen Befunde vorliegen. Die Kaufurkunde ist wahrscheinlich 1757 in Zittau verbrannt. Es existieren lediglich noch eine Eintragung in den Görlitzer Ratsrechnungen und in den Gubenschen Jahrbüchern sowie ein Regest bei Carpzov. Abrissarbeiten fanden nach den Eintragungen in den Görlitzer und Löbauer Rechnungsbüchern nur am Neuhaus statt. Ein Abbruch des Wintersteins ist nicht schriftlich bezeugt. Auch der Name des Raubritters führt eher zur Annahme, dass eine andere Burg gemeint ist. „Recke“ ist eine eingedeutschte Schreibweise des tschechischen Namens „Racek“, der Recke zum Winterstein ist daher urkundlich auch als „Racek von oder zum Wintersteine“ benannt. Für einen böhmischen Ritter und wahrscheinlichen Vasall Johanns von Wartenberg sei der Besitz einer seit 1406 sächsischen Burg, deren früher zugehörige Einkünfte ihm nicht mehr zur Verfügung standen, als kaum möglich anzunehmen. Andererseits ist „Racek“ ausschließlich in den Friedensverhandlungen der Wettiner genannt – explizit bezweifelt der Wartenberger, dass es ihm gelingen würde, seinen Gefolgsmann zum Frieden mit diesen zu überreden –, während er in der Oberlausitzer Quellenüberlieferung nicht auftaucht. Georg Pilk und mit ihm die meisten Autoren gingen davon aus, dass der Winterstein nach dem Kauf im Jahr 1442 durch den Städtebund abgerissen wurde, er beurteilte die frühere Zuordnung zu einer nicht genauer lokalisierten Burg im Zittauer Gebirge als Irrtum. Die neuere Forschung zieht diese Zuordnung in Zweifel und lokalisiert die Burg des Recken von Winterstein mit größerer Wahrscheinlichkeit im Zittauer Gebirge.

### Verfall nach 1400
Nach Abzug der markgräflichen Besatzung wurde der Winterstein der neueren Hypothese gemäß nicht mehr dauerhaft genutzt und verfiel. Die Berken von der Duba nahmen zwar das von ihrem Herrschaftsmittelpunkt auf dem Neuen Wildenstein nicht weit entfernte Gebiet rund um den Winterstein wieder in Besitz, nutzten die Burg jedoch nicht mehr. Mit Verkauf der Herrschaft Wildenstein durch die Berken gelangte der einstmals bebaute Winterstein 1451 endgültig an Sachsen und wurde 1452 Teil des Amts Hohnstein. Bereits 1456 gehörte der Winterstein im sogenannten Burgenverzeichnis nur mehr zu den Burgen, die „vor geczyten sind gebuwet gewest“ (zitiert nach Müller/Weinhold, 2010, S. 8.).

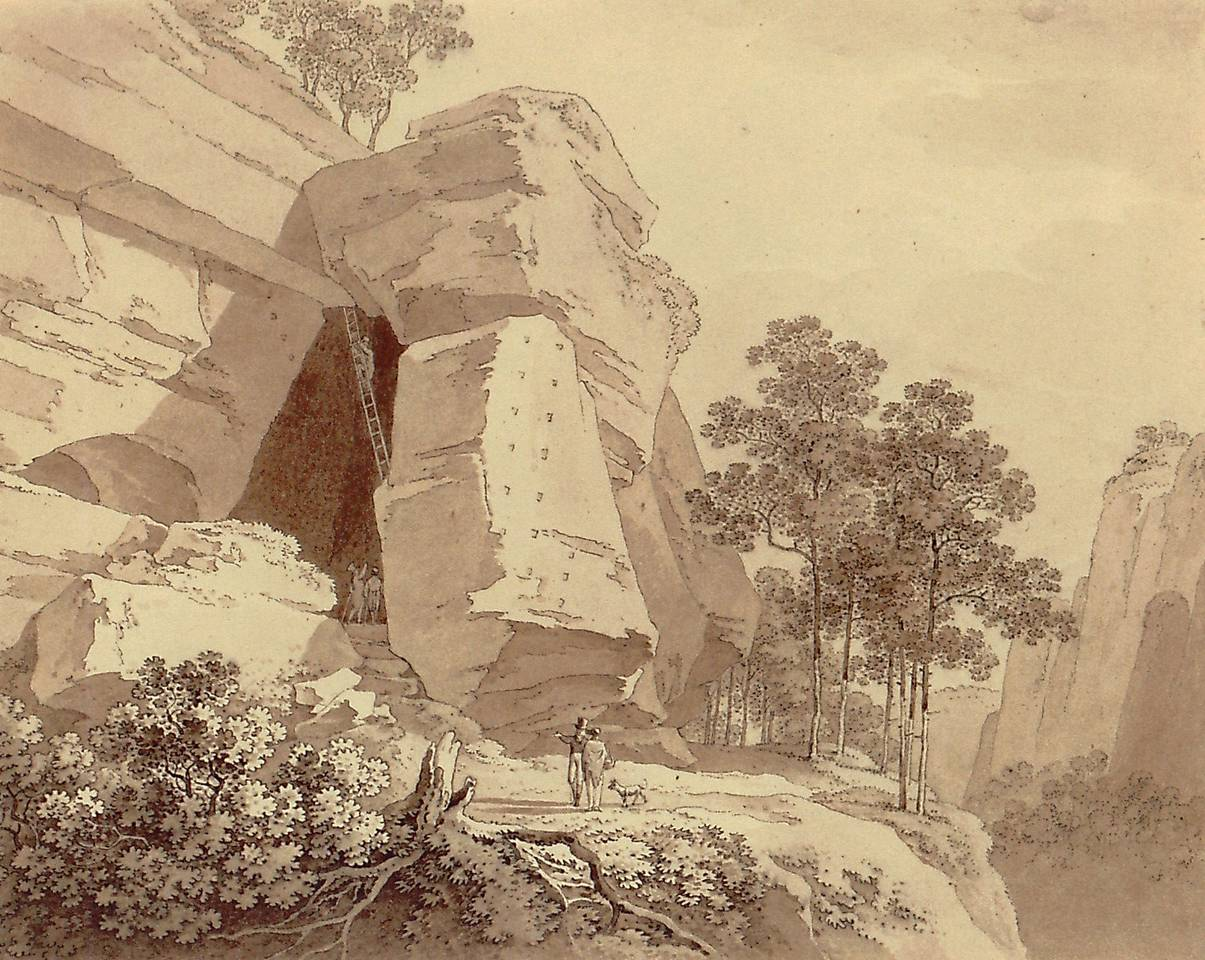
Adrian Zingg (1734–1816), Der Raubstein in der Sächsischen Schweiz

In der von Matthias Oeder erstellten Karte zur Landesaufnahme des Kurfürstentums Sachsen von 1592 wird der Winterstein nochmals genannt, danach ist der Name in den historischen Quellen mehr als 300 Jahre lang nicht mehr schriftlich dokumentiert. Die Bevölkerung bezeichnete den Fels in Erinnerung an die angeblich dort wohnenden Raubritter nur noch als „Hinteres“ oder „Großes Raubschloss“. Wilhelm Leberecht Götzinger war der Name noch unbekannt, er bezeichnete den Fels 1804 in seinem Hauptwerk Schandau und seine Umgebungen oder Beschreibung der sogenannten Sächsischen Schweiz, mit dem er eine erste umfassende Beschreibung der Sächsischen Schweiz vorlegte, als Raubstein. Verschiedene Forscher vermuteten bereits seit Anfang des 19. Jahrhunderts aufgrund des Burgenverzeichnisses einen Winterstein im Bereich der Hinteren Sächsischen Schweiz, neben dem Hinteren Raubschloss wurden aber auch der Neue Wildenstein und die Lorenzsteine etwa einen Kilometer nördlich des Wintersteins als Standort vermutet. Erst mit Veröffentlichung der Oederschen Karte 1889 kam der Name wieder in Gebrauch und konnte eindeutig dem Hinteren Raubschloss zugeordnet werden.

### Touristische und klettersportliche Erschließung seit 1800

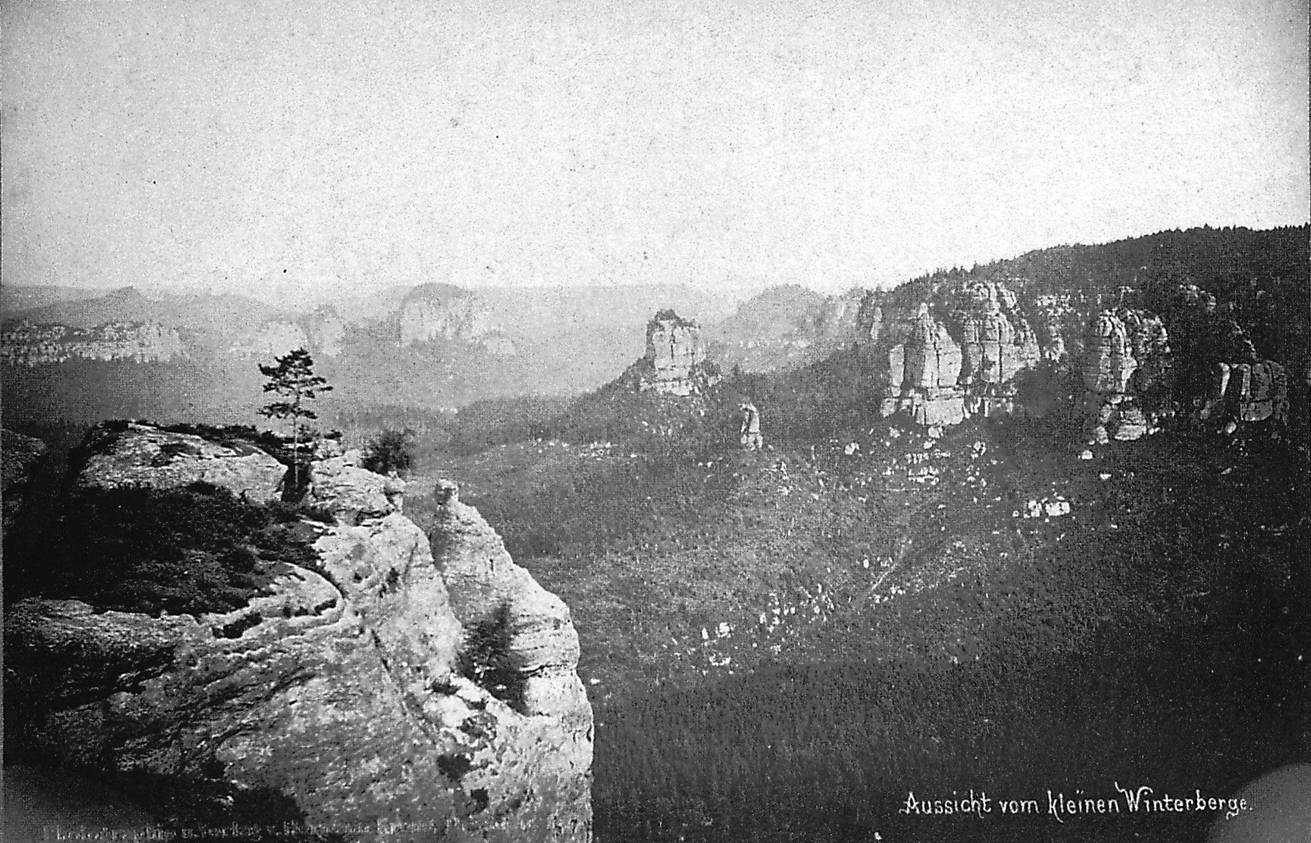
Blick von den Gleitmannshörnern unterhalb des Kleinen Winterbergs nach Osten zum Winterstein (Bildmitte), davor im Wald die Wartburg, rechts die Pechofenhörner, Aufnahme von 1856

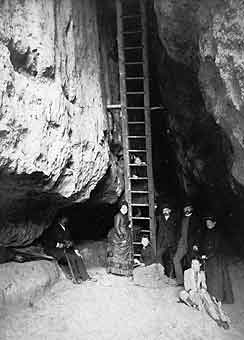
Klufthöhle mit Leiter um 1885

Bereits Ende des 18. Jahrhunderts gab es eine Steiganlage auf den Winterstein. Adrian Zingg bildete sie auf einem um 1790 entstandenen Kupferstich des von ihm noch als „Raubstein“ bezeichneten Wintersteins ab. Das Datum ihrer Errichtung ist unbekannt, schriftlich wurde sie erstmals 1804 von Götzinger erwähnt. Für 1812 ist eine erste Instandsetzung belegt. Die ältesten Fotografien vom Winterstein fertigte Hermann Krone bereits um 1855. Krone fotografierte am Winterstein auch in späteren Jahren, eine Aufnahme um 1885 zeigt unter anderem die damalige Holzleiter in der Klufthöhle. Krone benutzte bei seinen Fototouren den hinteren Teil der Klufthöhle und den Keller des Wohnturms auf der Oberburg als Dunkelkammer.
Nach dem Zweiten Weltkrieg war die Stiege baufällig. Anstelle einer Sanierung wurde sie am 23. Mai 1948 durch Mitglieder des Kletterclubs Wanderlust 1896 mit der Begründung der Unfallgefahr und Felsverschandelung abgerissen. Aufgrund der fehlenden Aufstiegsmöglichkeit für Wanderer und Spaziergänger entsprach der Winterstein der Klettergipfeldefinition im Klettergebiet Sächsische Schweiz und konnte als Kletterfelsen benutzt werden. Da Mitglieder des Clubs in der Folgezeit zahlreiche Erstbegehungen am Winterstein durchführten, wird vermutet, dass sie zuvor beim Verfall der Stiege entsprechend „nachgeholfen“ hatten. Insgesamt gab es damals am Winterstein 19 Kletterwege und einige Varianten.
Die Naturfreunde Bad Schandau bauten 1952 eine neue Stiege an der alten Stelle, womit die kurze Zeit des Klettergipfels Winterstein wieder beendet war. Seither ist das Gipfelplateau wieder für schwindelfreie Wanderer erreichbar. Lediglich der vorgelagerte Klettergipfel Wintersteinwächter (klettersportliche Erstbesteigung 1921) dient weiterhin dem Klettersport, da er vom Gipfelplateau – anders als zu Zeiten der Felsenburg – nicht mehr fußläufig erreichbar ist. Ende der 1990er Jahre wurde die Steiganlage erneuert und saniert.

## Die Burganlage

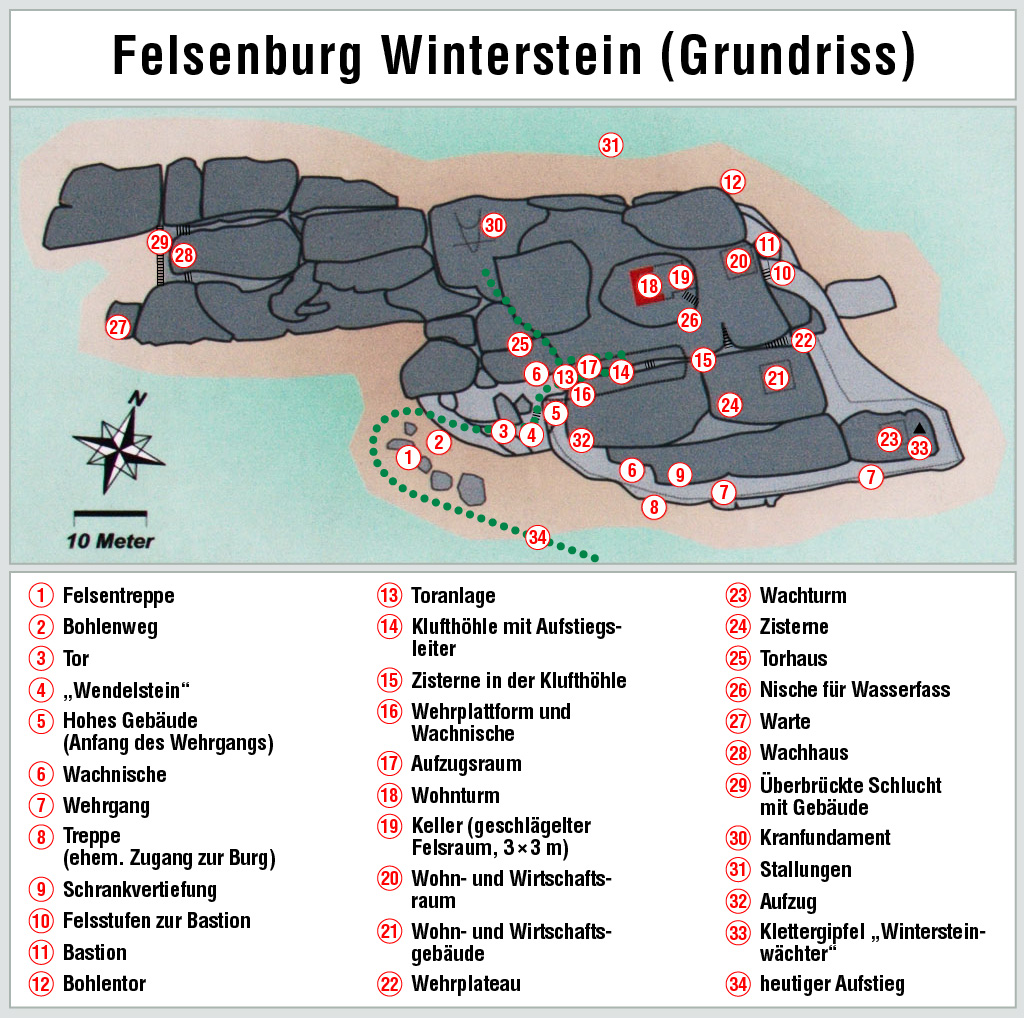
Grundriss der Burganlage

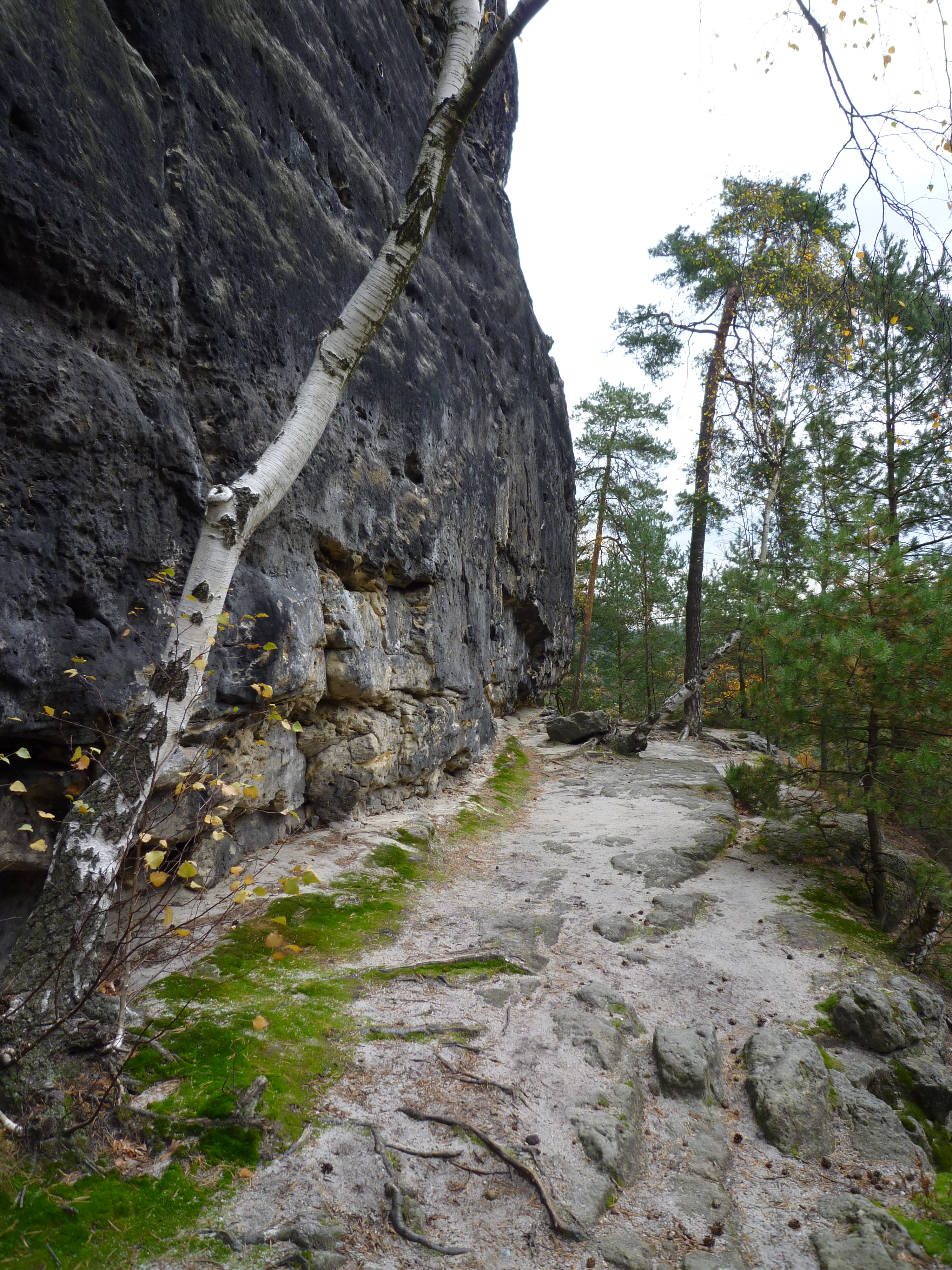
Felsterrasse des ehemaligen Wehrgangs

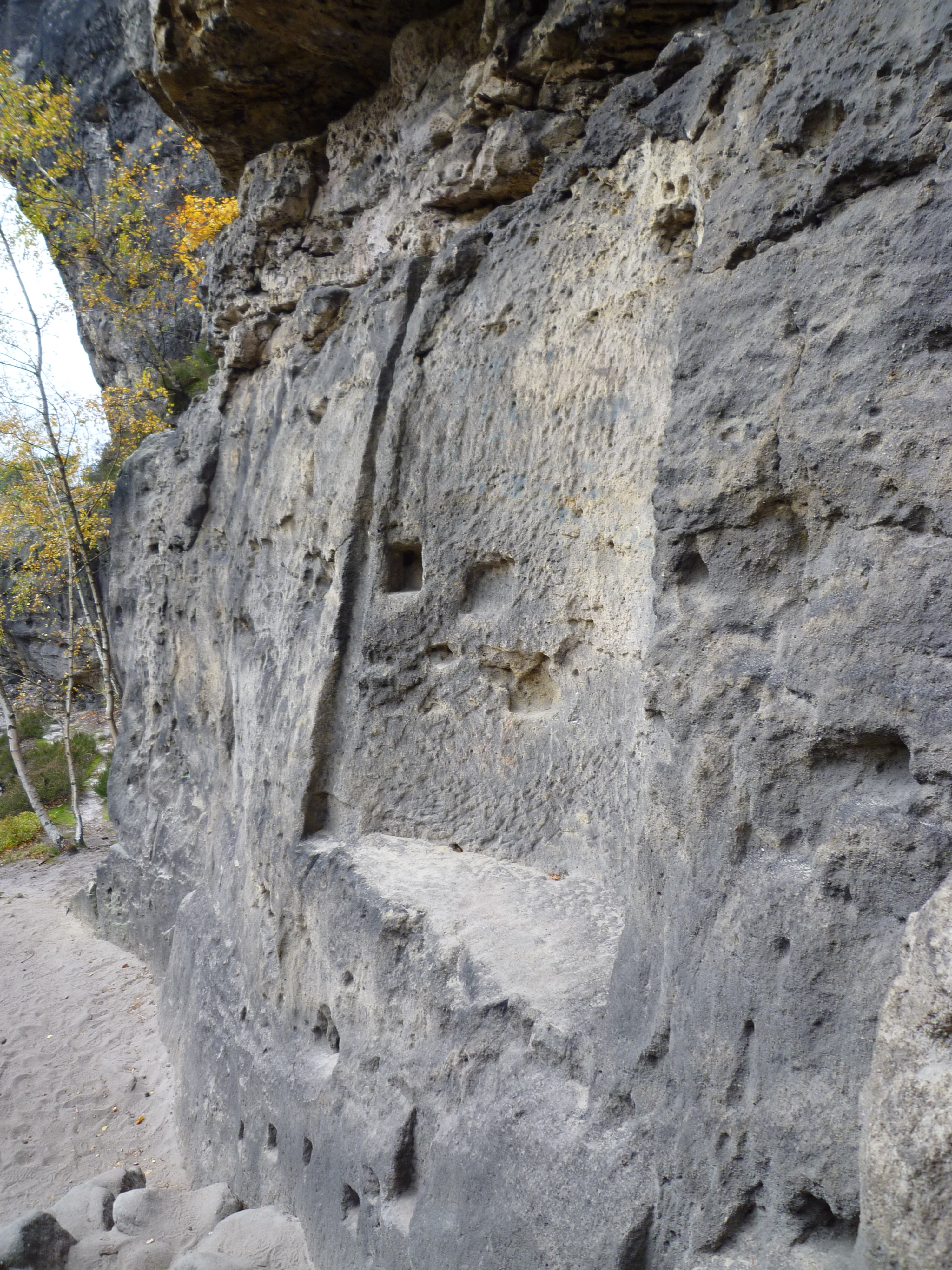
Wandnische in der Unterburg

Wie bei den übrigen Felsenburgen der Umgebung bestanden die Bauten des Wintersteins weitgehend aus Holz und Fachwerk. Daher sind nur noch wenige bauliche Reste vorhanden, im Wesentlichen Balkenfalze und Verankerungen für Bohlen und Holzstreben sowie Fundamentreste. Die Burg bestand zum einen aus der Unter- und der Oberburg direkt am und auf dem Felsen, zum anderen aus vorgelagerten Bauten, über die der Zugang überwacht wurde. Von der Unterburg aus, die sich auf dem breiten, von der schmalen Schicht des „Unteren Höhlenhorizonts“ zwischen den Sandsteinschichten c3 und d gebildeten Felsband auf der Südseite etwa in einem Drittel der Gesamthöhe des Felsens befindet, war über die große Klufthöhle und darin angebrachte Leitern die Oberburg auf dem Gipfelplateau zu erreichen. Anhand der Spuren vor allem in der Unterburg deutlich zu unterscheiden sind mindestens zwei unterschiedliche Bauphasen. Diese lassen sich allerdings mangels genauerer Spuren und schriftlicher Überlieferung nicht weiter datieren. Verglichen mit anderen Felsenburgen wurde der Winterstein relativ aufwändig ausgebaut, vermutlich durch Thimo von Colditz, der als königlicher Kämmerer und Landeshauptmann von Breslau einer der wichtigsten Männer am Hof von Wenzel IV. war.
Auf dem Burgplateau, in der Klufthöhle und vor allem am sandigen Südhang wurden diverse Bodenfunde gemacht. Im Heimatmuseum von Bad Schandau werden verschiedene Fundstücke wie etwa Kachelreste und Tonscherben, eiserne Nägel, Sporne und Pfeilspitzen sowie eine kurze Klinge aufbewahrt. Die ersten Funde machte Hermann Krone im Rahmen seiner fotografischen Arbeiten, gelegentlich werden immer noch Scherben und Keramikreste entdeckt.

### Zugang und Unterburg mit Klufthöhle

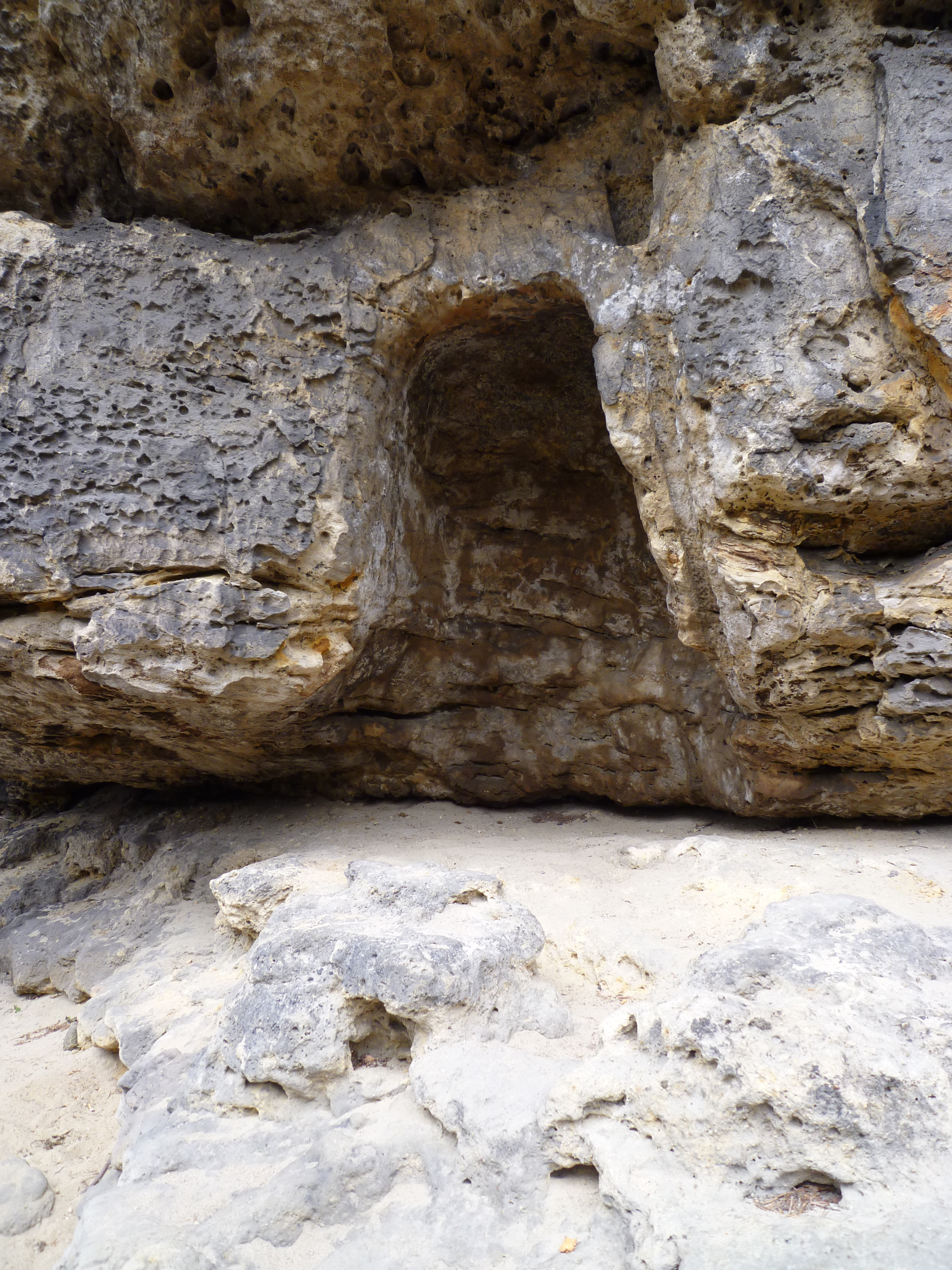
Postenstand in der Südwand am Beginn des Wehrgangs

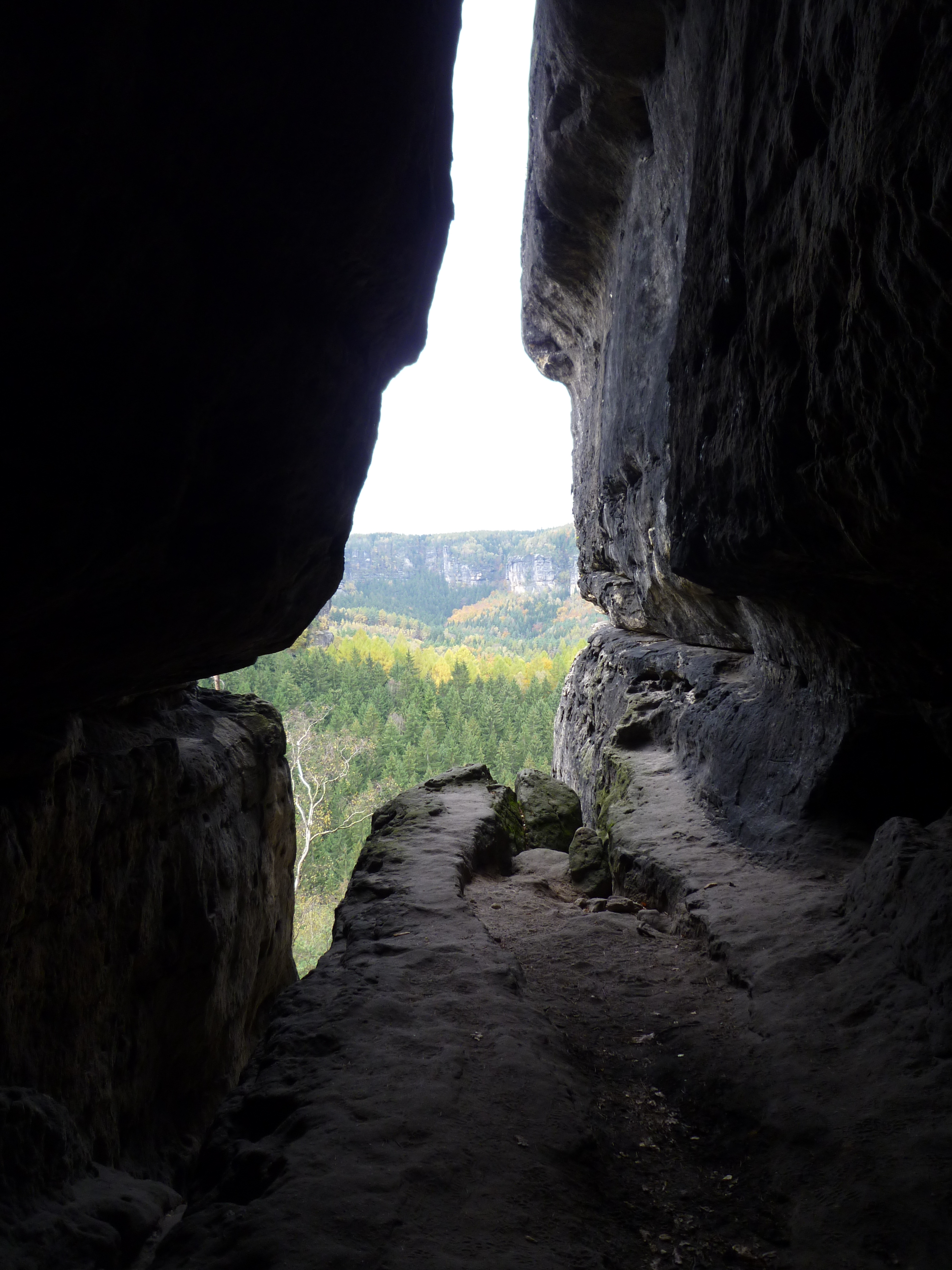
Blick aus der Klufthöhle zum Kleinen Winterberg

Der heutige Zustieg zum Winterstein in einem Winkel in der Südwestecke des Felsens entspricht dem früheren Burgzugang ab der zweiten Bauphase. Am Einstieg zu der heutigen ersten Stahlleiter sind Balkenlager eines hölzernen Tores an einer schmalen und damit gut zu verteidigenden Felsspalte erkennbar. Die anschließenden, in einem Durchschlupf unter einem schräg stehenden Felsen als eine Art Wendelstein angelegten Stufen im Sandstein stammen ebenfalls von den Erbauern der Burg. Über sie erreicht man ein zweites, ebenfalls anhand von Falzen identifizierbares Tor und die Felsenterrasse am Beginn der Unterburg direkt am Fuß der Wände des Wintersteins. Sichtbar sind von den Bauten der Unterburg in diesem Bereich noch verschiedene Balkenfalze sowie aus dem Fels geschlägelte Nischen. Aufgrund der bis in eine Höhe von sieben Metern reichenden Falze ist anzunehmen, dass die dortigen Wirtschaftsgebäude zweigeschossig waren. Rechts von den Gebäuden begann der überdachte Wehrgang, der sich auf der gesamten Terrasse an der Südseite über mehr als 100 Meter entlang zog. Im Boden und in der Felswand sind noch Spuren von Balkenlagern und Falze zur Aufnahme der Dachsparren sichtbar. Gut zu erkennen ist vor allem ein in die Südwand geschlagener, etwa mannshoher und 90 Zentimeter tiefer Postenstand. Am Knick von der Südwand zur Ostwand sind auf dem äußersten Felsplateau Lager eines ehemaligen Wachturms erhalten. Der Wehrgang verlief weiter entlang der vom „Wintersteinwächter“ gebildeten Ostwand und endete an der Nordostecke in einem kleinen, über noch erkennbare Sandsteinstufen erreichbaren Postenstand. Auf der Nord- und Westseite des Felsens geht die Terrasse in die schmale, nicht begehbare Trennschicht zwischen den Sandsteinhorizonten über, dort waren keine zusätzlichen Wehranlagen nötig. Im Einschnitt der Ostwand befanden sich oberhalb des Wehrgangs auf der Felsterrasse und einem etwas zurückgesetzten höheren Plateau weitere Einbauten. Vermutlich stand dort eine Wehrplattform zum Schutz der für Angreifer etwas leichter zugänglichen Ostseite.
In der ersten Bauphase der Burg lag der Zugang zum Winterstein etwa 70 Meter weiter östlich als heute, etwa in der Mitte des erst in der zweiten Phase errichteten Wehrgangs. Erkennbar sind dort ausgehauene Felsstufen, über die die Terrasse des Wehrgangs erreicht werden konnte. Der eigentliche Bereich der Unterburg begann erst in Höhe des Postenstands in der Südwand, die dort noch vorhandenen Balkenfalze lassen auf eine entsprechende Sperre schließen. Der Bereich des heutigen Zugangs wurde erst später in die Unterburg einbezogen.
An den Wehrgang schloss sich in der Nordostecke des Wintersteins eine Reihe von Palisaden, Unterständen und schmalen Bauten an. Da dort zwischen den Sockelfelsen ein etwa sieben Meter breiter steiler Hang Zugangsmöglichkeiten bot, war dieser Bereich der Burg besonders gesichert. Auch dieser Bereich wurde erst in der zweiten Bauphase errichtet.
Die gut 15 Meter tiefe und bis zu knapp fünf Meter breite Klufthöhle bildete den Mittelpunkt der Unterburg und war teilweise künstlich erweitert worden. Erreichbar ist die Höhle von der Felsterrasse des Wehrgangs über einen schmalen Spalt mit 24 Sandsteinstufen. Balkenfalze zeigen, dass dieser Zustieg wahrscheinlich überbaut und mit je einem weiteren hölzernen Tor zu Beginn und am Ende der Stufen gesichert war. Eine Nutzung als Pferdestall, wie sie Götzinger 1804 vermutete, kann angesichts des für Pferde kaum passierbaren Zustiegs wohl verworfen werden. Die Klufthöhle war – sichtbar an Falzreihen in Wand und Decke – in drei Teile unterteilt. Der vordere Teil war von einer an ihren Balkenlagern erkennbaren hölzernen Wehrplattform überdeckt, die zur Verteidigung von Burgtor und Hof der Unterburg diente. Im mittleren Teil wurden Bankreihen aus dem Felsen geschlagen, was die Nutzung für Wohn- und Schlafzwecke vermuten lässt; anhand der Falze in den Wänden ist auch dort eine mehrstöckige Konstruktion anzunehmen, über die auch der Aufstieg zur Oberburg erfolgte. Am hinteren Ende der Höhle befindet sich eine aus dem Fels geschlägelte, zum mittleren Teil wahrscheinlich mit Brettern oder einer Steinwand abgetrennte Zisterne, die durch hölzerne Zuleitungen von oben und entlang der Höhlenwände gespeist wurde. Die Falze für diese Zuleitungen sind von der zur Oberburg führenden Leiter aus zu erkennen.

### Oberburg

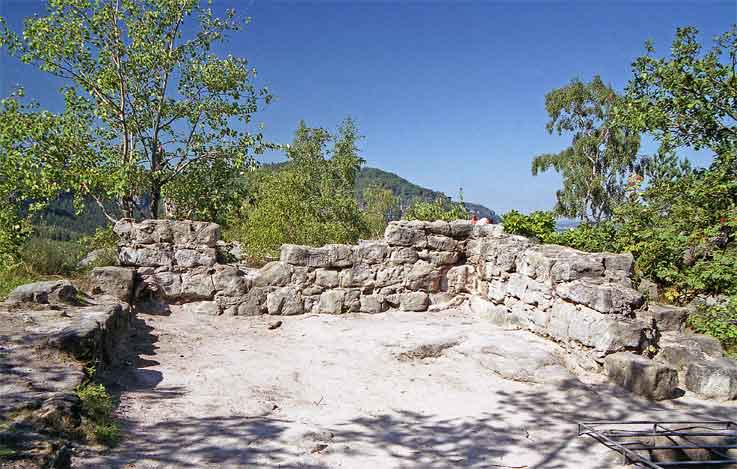
Sandsteinfundament des Wohnturms

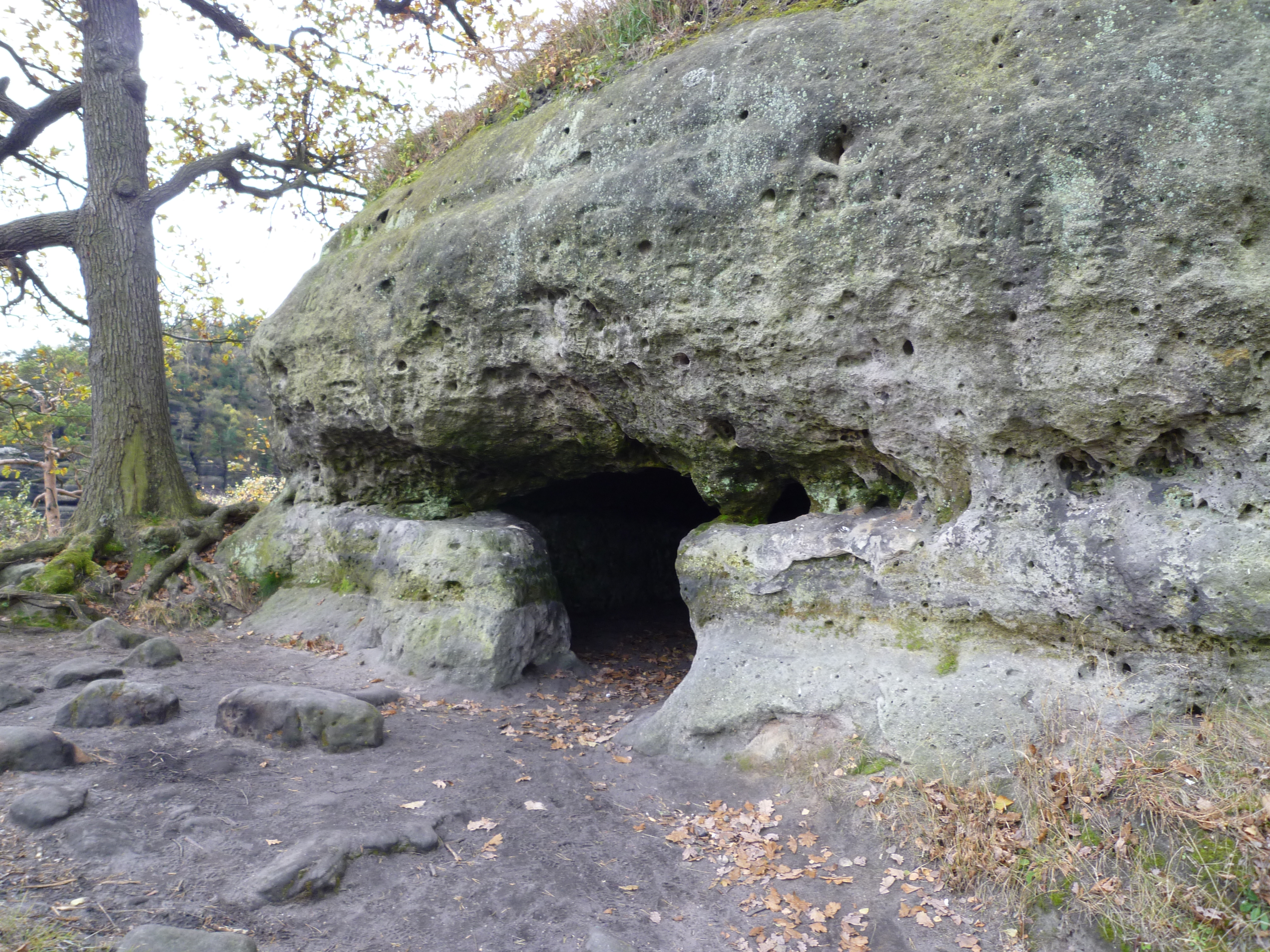
Eingang zum Keller des Wohnturms

Über an Stelle der heutigen Stahlleiter befindliche Holzleitern und die damals eingezogenen Holzplattformen bestand der einzige Zugang zur Oberburg, die vom Ende der Leiter durch ansteigende Felskamine mit Sandsteinstufen erreichbar war. Teilweise sind diese Stufen noch heute Teil des Zugangs, teilweise sind sie durch spätere Einbauten überdeckt.
Das Gipfelplateau wurde für verschiedene Wohn- und Wehrbauten genutzt. Auf einem etwas erhöhten Felssockel im östlichen Teil des Plateaus ist noch ein Gebäudefundament aus Sandsteinquadern mit einer Grundfläche von etwa 6,1 × 7,4 Meter und bis zu 1,1 Meter dicken Mauern erhalten. Es handelt sich dabei um eines der ganz wenigen noch durch Mauerreste nachweisbaren Gebäude in den Felsenburgen der Sächsischen Schweiz. Über die Nutzung und bauliche Gestaltung gibt es unterschiedliche Annahmen. Ursprünglich wurde dort nur eine Wachstube vermutet. Durchgesetzt hat sich aber die Theorie, dass es sich um den zentralen, durch den Burgherrn genutzten Wohnturm handelte. Ob über dem Sockelgeschoss aus Sandstein die weiteren Stockwerke aus Stein oder aus Fachwerk errichtet wurden, ist nicht eindeutig geklärt. In den Felssockel war der Keller des Turms geschlagen worden, der noch heute erhalten und zugänglich ist. Er diente sehr wahrscheinlich nicht, wie früher vermutet, als Verlies. Einen echten Bergfried stellte der Turm offenbar nicht dar, da über den in den Fels gehauenen Zugang zum Keller und dessen Öffnung zum Sockelgeschoss keine dauerhafte Abriegelung der oberen Stockwerke möglich war. Eine ursprünglich vermutete nachträgliche Anlage des Kellerzugangs ist angesichts der gegenüber dem auf dem Felssockel stehenden Turm leicht versetzten, an der Außenwand orientierten Lage des Kellers unwahrscheinlich.

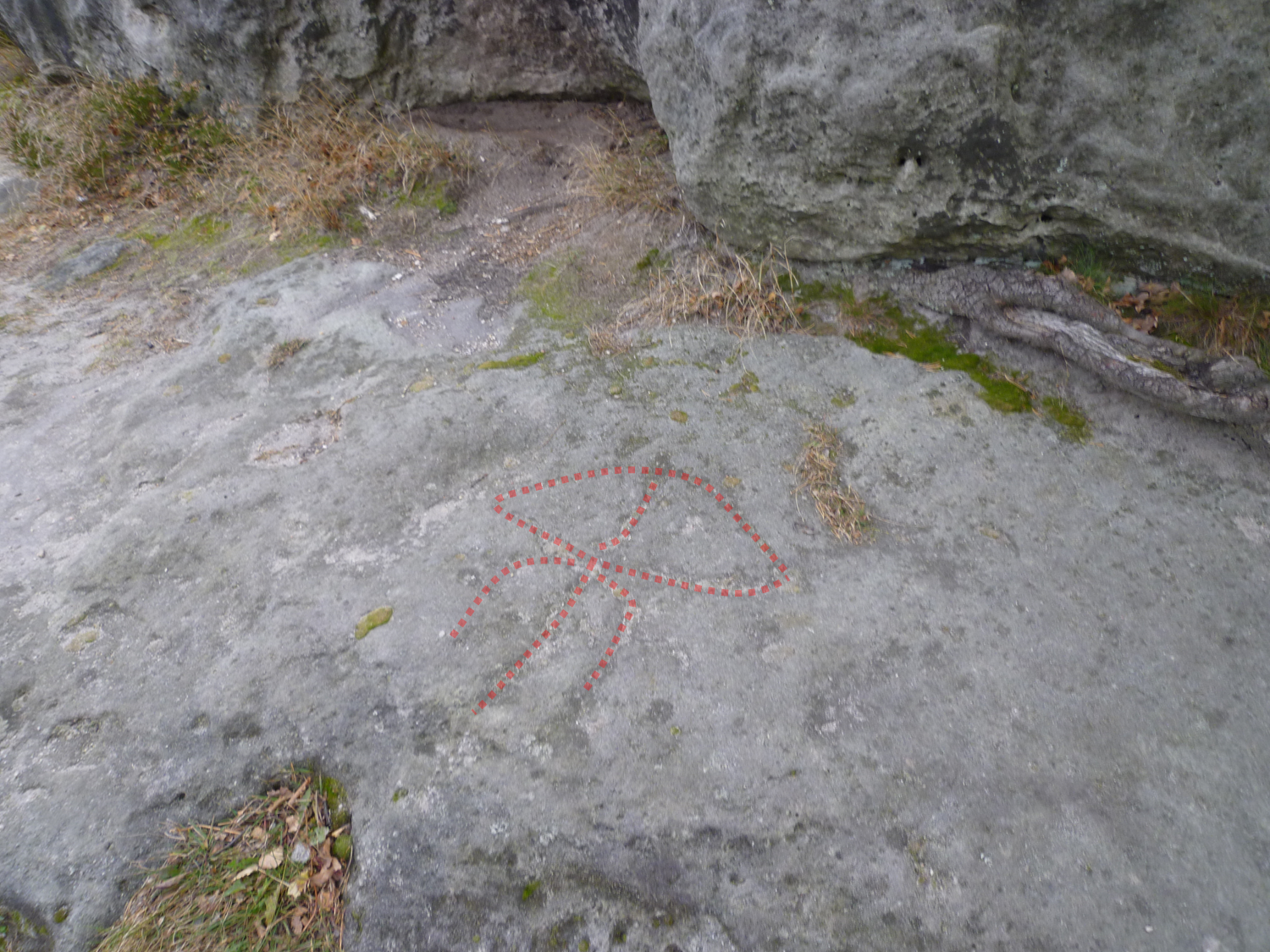
Felsritzung einer Armbrust in der Oberburg (rot hervorgehoben)

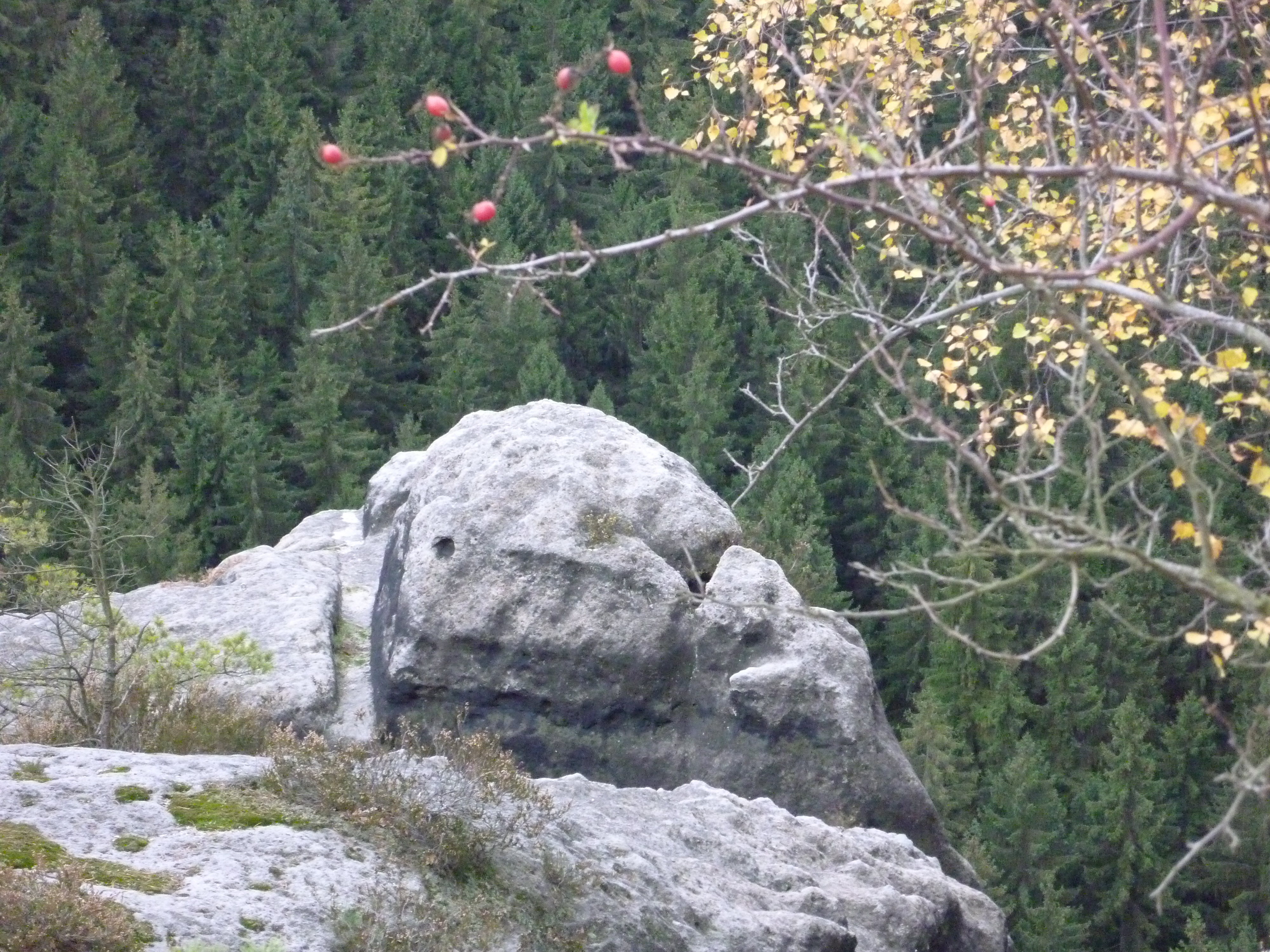
Aufzugsfundamente auf dem Gipfelplateau des Wintersteins

Östlich des Turms befanden sich weitere Gebäude, ebenso auf dem Wintersteinwächter. Hierzu überbrückten Bohlen die Kluften zwischen dem Winterstein und dem Wintersteinwächter. Am Sockel des Wohnturms und auf dem Wintersteinwächter sind zudem noch ausgeschlägelte Rillen erkennbar, mit denen Regenwasser aufgefangen und Fässern sowie der Zisterne in der Klufthöhle zugeleitet wurde. Die Standorte von Fässern sind anhand von aus dem Fels geschlägelten Nischen und Löchern am Sockel sowie auf dem Wintersteinwächter noch sichtbar. Vor der Fassnische im Felssockel des Wohnturms ist zudem auf dem Boden eine in den Fels geritzte Armbrust zu erkennen. Auf dem Wintersteinwächter befand sich zudem ein Wachturm, der auf dessen östlichstem Felskopf stand.
Eine weitere Warte sowie verschiedene Gebäude waren am Westende des Felsmassivs errichtet worden. Deren Nutzung ist nicht eindeutig bekannt. Aufgrund der großen Entfernung zum Wohnturm und der isolierten Lage wird teilweise vermutet, dass sich hier das Verlies der Burg befand. Dafür sprechen auch einige der dort noch vorhandenen Balkenfalze, die wahrscheinlich eine Abriegelung der dortigen, etwas unterhalb des Gipfelplateaus befindlichen Felsbänder gegenüber dem eigentlichen Plateau aufnahmen. Außerdem war hier ein Postenstand mit Signalfeuerstelle und Sichtverbindung zur vorgelagerten Burgwarte auf der Wartburg untergebracht. Bis vor wenigen Jahren war im Boden eines dort anhand von Pfostenlöchern nachweisbaren Wachturms ein eingemeißeltes Brettspiel zu erkennen. Leider zerstörten Unbekannte das Spielfeld in den Jahren 2000 bis 2001 mit eigenen Einkratzungen.
Der Versorgung der Burg dienten verschiedene Lastenaufzüge, sowohl zur Unterburg als auch zur Oberburg. Auf dem Gipfelplateau haben sich die aus dem Fels geschlagenen Widerlager und Balkenfalze erhalten. Unklar ist der Zweck einer erst durch Aerophotogrammetrie entdeckten, A-förmigen Bodenstruktur aus Längs- und Stempelfalzen auf der Nordseite der Oberburg. Eine Vermutung ist, dass es sich dabei um ein weiteres Kranfundament handelt, mit dem unter anderem die Bauholzversorgung erfolgte. Als weitere Möglichkeit kann dies der Standort einer Blide sein.

### Burgwarte und Wachturm
Zur Burganlage gehörte auch noch eine Burgwarte auf dem etwa 200 Meter westlich des Wintersteins liegenden, etwa 15 Meter hohen heutigen Klettergipfel Wartburg. Auch an diesem Felsen sind in den Sandstein gehauene Stufen und Balkenfalze sichtbar. Im Wesentlichen bestand die Burgwarte aus einem Fachwerkgebäude auf dem östlichen Plateau der Wartburg, dessen Balkenfalze noch deutlich auf dem Gipfel erkennbar sind. Als Zugang diente eine schmale, aus einem Felsgrat herausgemeißelte Treppe auf der Nordseite. Der Versorgung diente ein Lastenaufzug neben dem Gebäude.
Etwa 400 Meter nordwestlich des Wintersteins talwärts in Richtung Kleiner Zschand liegt der sogenannte „Bärenfang“, der ebenfalls zur Felsenburg gehörte. Dabei handelt es sich um eine etwa zwei Meter tiefe, rechteckige und über 35 Quadratmeter große, aus dem Sandstein ausgehauene Grube oder ein Becken. Ausgemeißelte Stufen führen aus der Grube zum Standort eines hölzernen Wachturms, erkennbar an den noch vorhandenen Pfostenlöchern. Entgegen der volkstümlichen Bezeichnung diente der Bärenfang nie zum Fang von Bären, sondern war vermutlich ein Wach- und Kontrollposten im Zugang zur Burg sowie am alten, in den Großen Zschand führenden Straßenzug, etwa entlang der heutigen Zeughausstraße. Vermutet wird auch eine Funktion als Wasserreservoir, wofür das Bodengefälle und ein als Überlauf deutbarer Einschnitt in der Umrandung sprechen. Die tatsächliche Funktion dieser Grube ist allerdings unsicher.